# 숭례문
숭례문(崇禮門)은 조선의 수도였던 서울의 4대문(大門) 중의 하나로 남쪽의 대문이다. 흔히 남대문(南大門)이라고도 부른다. 서울 4대문 및 보신각(普信閣)의 이름은 오행사상을 따라 지어졌는데, 이런 명칭은 인(仁: 동), 의(義: 서), 례(禮: 남), 지(智: 북), 신(信: 중앙)의 5덕(五德)을 표현한 것이었으며, 숭례문의 '례'는 여기서 유래한 것이다. 숭례문의 편액은 《지봉유설》에 따르면 양녕대군이 썼다고 알려져 있으나 이설이 많다. 1396년(태조 5년)에 최유경의 지휘로 축성하였다. 1447년(세종 29년)과 1479년(성종 10년) 고쳐 지었다.
2006년 3월 3일 숭례문이 도로에 의해 고립되어 버리는 것을 막고 시민들에게 문화재를 가까이 하기 위하여 서울특별시에서 숭례문의 중앙통로를 일반인에게 개방하였다. 2008년 2월 10일 밤 8시 40분 전후 방화범 채종기의 방화로 인해 불타기 시작해 약 5시간 후인 11일 오전 1시 54분 목조 건물 일부와 석축 기반을 남기고 2층 누각이 모두 붕괴되어 소실되었다. 서울 중구청에서 외부인의 접근을 통제하기 위한 가림막을 설치하였으며, 기온, 강수, 바람 등 기상요인에 의한 추가 붕괴 방지를 위하여 덮개를 씌웠다. 문화재청에서는 소실된 숭례문을 원형에 가깝게 복구할 계획을 발표하였다. 2013년 4월 29일 완공되어, 2013년 5월 4일 복원 완료를 기념하는 완공식이 거행되었다.

## 역사

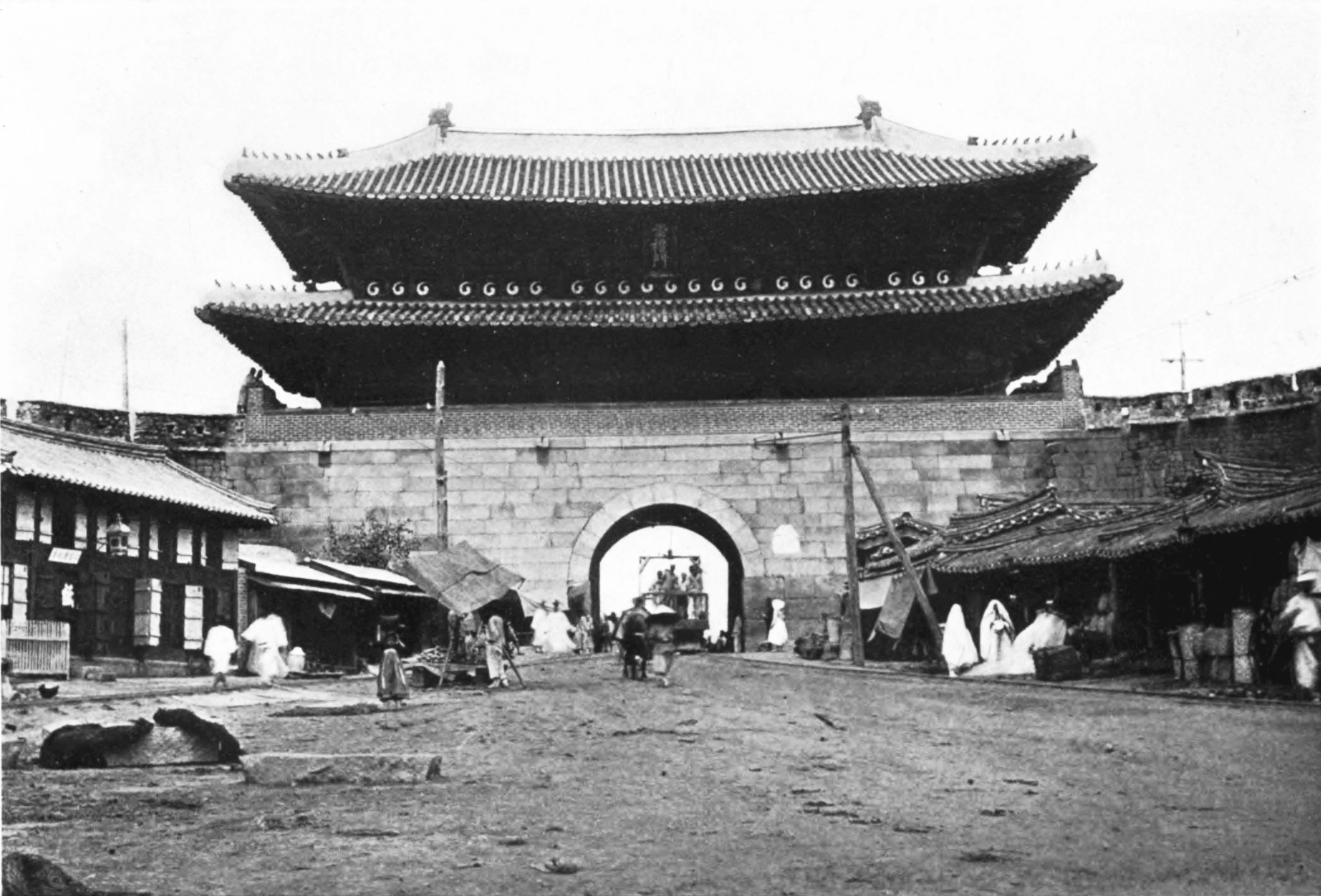
숭례문 (1900년경)

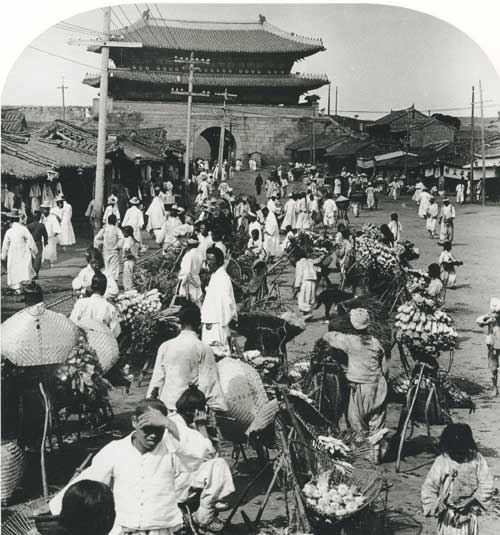
숭례문 (1904년)

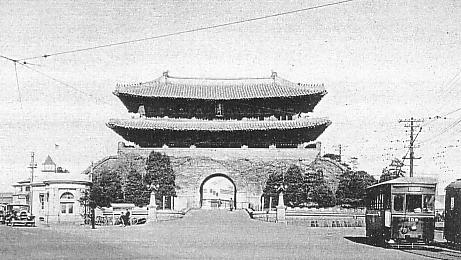
숭례문 (1935년)

- 1396년(태조 5년): 최유경의 지휘로 준공[3][5][4]
- 태종의 맏아들이던 양녕대군이 숭례문 현액을 씀.[주 1]
- 1398년(태조 7년): 숭례문 완성.[5]
- 1433년 7월: 숭례문을 완전히 헐고 땅을 돋운 뒤 새로 짓기로 정함.[8]
- 1447년 8월경 : 숭례문 신축 착공.[9]
- 1448년 3월 17일 : 숭례문 신축 완공.[5][10]
- 1478년(성종 9년): 숭례문이 기울어짐. 그 시기의 적절성으로 수리를 미룸.[11][12]
- 1479년 4월 2일: 숭례문 중수 완공.[5][10]
- 1907년: 요시히토 일본 황태자가 방한하자 일본 제국은 “대일본 제국의 황태자가 머리를 숙이고 문루 밑을 지나갈 수 없다”는 이유로 숭례문과 연결된 성곽을 헐어버렸다. 성곽을 헌 자리에 도로와 전차길을 내고, 숭례문 둘레에 화강암으로 일본식 석축을 쌓았고, 문앞에는 파출소와 가로등을 설치했다.[13] 또한 이때부터 일반인의 출입이 금지되었다.[14]
- 1908년 9월: 숭례문과 소의문 부근 성벽 총 77간을 헐어서 철거시킴.[15]
- 1916년: 고적급유물보존규칙 공표.[16] 조선총독부에 고적조사위원회 설치.[17]
- 1924년: 조선총독부가 고적급유물등록대장초록을 간행. 1호 원각사지십층석탑 등 193점의 유물을 등록함. 숭례문과 흥인지문은 없었다.[18]
- 1934년: 조선보물고적명승천연기념물보존령[19]에 따라, 조선총독부는 보물 1호로 숭례문을, 보물 2호로 흥인지문을, 보물 3호에 원각사지십층석탑을, 보물 4호로 보신각종을 지정하였다.[20][21]
- 1961년: 한국전쟁 때의 파손을 복구하기 위해 전면 해체 중수작업에 착수.
- 1962년 12월 20일: 조선총독부의 문화재 지정을 참고하여 남대문을 국보 제1호로 재지정.[22]
- 1963년: 해체 중수공사 완료.
- 1994년 11월: 미술전문지 「가나아트」 40호가 미술인 70명에게 여론조사한 결과 서울의 랜드마크로 국보 1호 남대문이 33표로 1위로 선정되었다.[23]
- 2002년 2월: 문화재위원회는 서울시의 숭례문 근접 관광 계획을 불허했다. 불허 이유는 차량으로 인해 관람객이 위험에 처할 수 있고 복잡한 도로사정으로 숭례문을 차분하게 감상할 수 없기 때문이라고 했다.[24]
- 2003년: 일제가 1907년에 헐어버린 성곽을 숭례문 좌우로 10m씩 복원했다.
- 2005년 5월 27일: 1907년 일제에 의해 도로 속에 고립되었던 숭례문 주변에 광장을 조성·단장함.[25][26][27]
- 2006년 3월 3일: 중앙통로를 시민들에게 개방, 일반인 출입이 가능하게 되었다.[28]
- 2008년 2월 10일: 숭례문에 방화로 인한 화재 발생.[5][29][30]
- 2008년 2월 11일: 석축과 1층 일부 만을 남겨놓고 2층 문루의 90%와 1층 문루의 10%가 타 버림[31]
- 2010년 2월 10일: 숭례문 복구공사 착공[32][33]
- 2013년 4월 29일: 숭례문 복구공사 완공[34][35]
- 2013년 5월 1일: 숭례문 관리단체를 종전 중구청에서 문화재청으로 변경[36][37]
- 2013년 5월 4일: 숭례문 공식 개방[6][7]

## 특징
중앙에 홍예문이 있는 기반 위에 지어진 정면 5칸, 측면 2칸의 중층건물이다. 홍예문에는 철이 덧씌워진 큰 문이 양쪽으로 달려 있다. 기단 위로는 얕은 담을 두르고, 좌우 양쪽에는 작은 문과 계단이 있어 드나들 수 있게 하였다. 전형적인 다포형식의 건물로 평가된다.

## 현지 안내문
일제에 지배받을 때, 한양도성의 정문으로 남쪽에 있다고 해서 남대문이라고도 불렀다. 하여나, 조선시대 때는 숭례문으로 불렀으므로 그게 맞다.현재 서울에 남아 있는 목조 건물 중 가장 오래된 것으로 태조 5년(1396)에 짓기 시작하여 태조 7년(1398)에 완성하였다. 이 건물은 세종 30년(1448)에 고쳐 지은 것인데 1961∼1963년 해체·수리 때 성종 10년(1479)에도 큰 공사가 있었다는 사실이 밝혀졌다. 이후, 2008년 2월 10일 숭례문 방화 화재로 누각 2층 지붕이 붕괴되고 1층 지붕도 일부 소실되는 등 큰 피해를 입었으며, 5년 2개월에 걸친 복원공사 끝에 2013년 5월 4일 준공되어 일반에 공개되고 있다.
이 문은 돌을 높이 쌓아 만든 석축 가운데에 무지개 모양의 홍예문을 두고, 그 위에 앞면 5칸·옆면 2칸 크기로 지은 누각형 2층 건물이다. 지붕은 앞면에서 볼 때 사다리꼴 형태를 하고 있는데, 이러한 지붕을 우진각지붕이라 한다. 지붕 처마를 받치기 위해 기둥 위부분에 장식하여 짠 구조가 기둥 위뿐만 아니라 기둥 사이에도 있는 다포 양식으로, 그 형태가 곡이 심하지 않고 짜임도 건실해 조선 전기의 특징을 잘 보여주고 있다.
『지봉유설』의 기록에는 ‘숭례문’이라고 쓴 현판을 양녕대군이 썼다고 한다. 지어진 연대를 정확히 알 수 있는 서울 성곽 중에서 제일 오래된 목조 건축물이다.
ㅇ 숭례문 방화 화재(2008.2.10)

- 2008년 숭례문 방화 사건(崇禮門放火事件)은 2008년 2월 10일 ~ 2월 11일 숭례문 건물이 방화로 타 무너진 사건이다. 화재는 2008년 2월 10일 오후 8시 40분 전후에 발생하여 다음날인 2008년 2월 11일 오전 0시 40분경 숭례문의 누각 2층 지붕이 붕괴하였고 이어 1층에도 불이 붙어 화재 5시간 만인 오전 1시 55분쯤 석축을 제외한 건물이 훼손되었다.

## 숭례문 현판

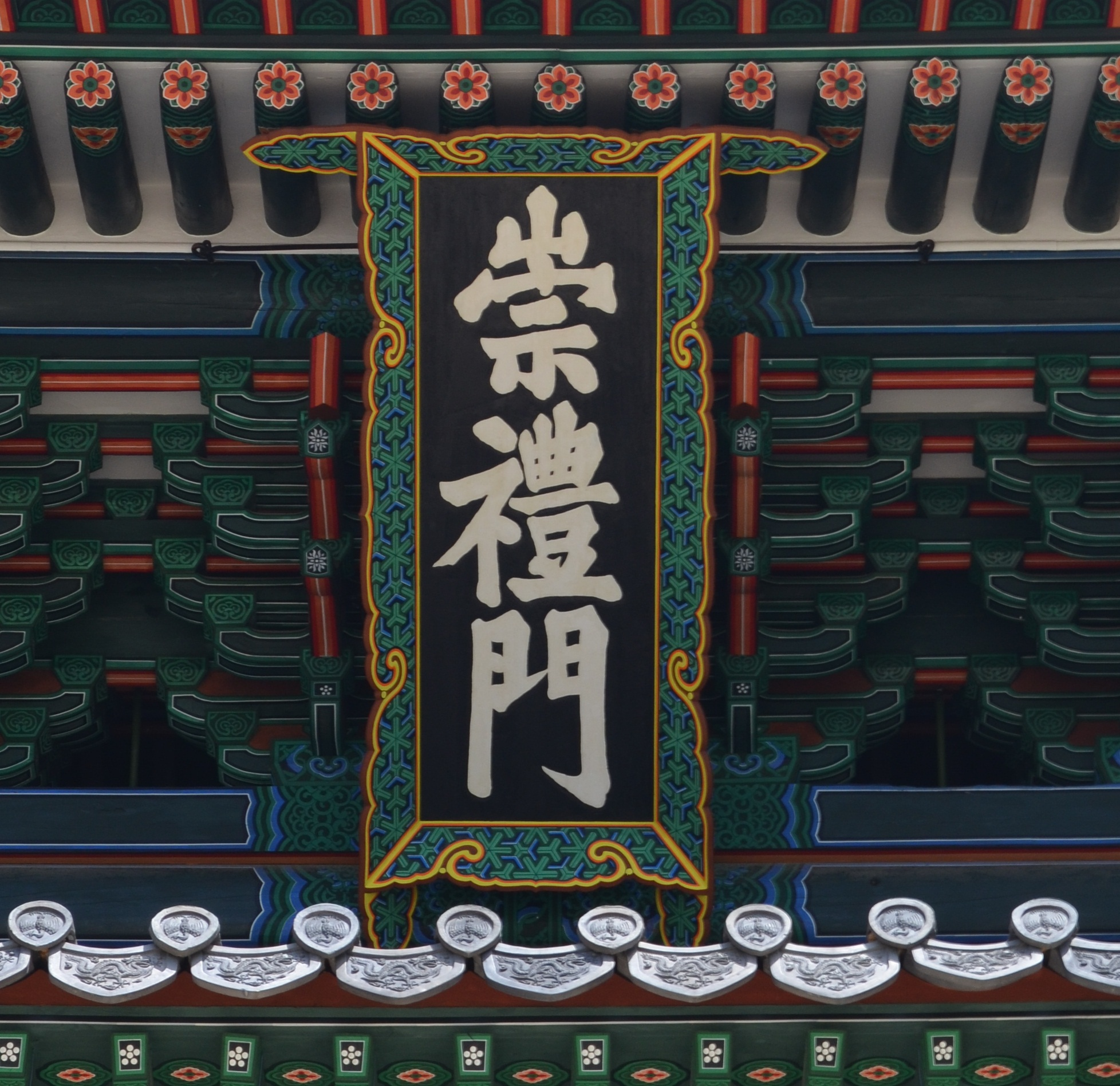
숭례문 현판 (2013년 5월)

숭례문의 현판을 누가 썼는지에 대해서는 논쟁이 있다.
이수광의 《지봉유설》과 《신증동국여지승람》, 이긍익의 《연려실기술》에 따르면 "양녕은 어려서부터 글재주가 뛰어났으나 글을 알지 못하는 척했다. 스스로 미친 척하고 방탕한 생활을 하였지만 아무도 양녕의 진심을 아는 이가 없었다."라고 전하듯이 양녕대군이 썼다고 되어 있으나 여러 이설이 존재한다. 추사 김정희의 《완당 전집》에는 조선 초기의 문신인 신장의 글씨라고 적혀 있으며, 이규경의 《오주연문장전산고》에는 “숭례문이라는 이름은 삼봉 정도전이 지은 것이요, 그 액자는 세상에서 전하기를 양녕대군의 글씨라 한다”면서도 “숭례문의 편액은 정난종이 쓴 것”이라고 썼다.
일제강점기 때 잡지인 《별건곤》 1929년 9월호에는 “안평대군의 글씨는 오해요, 중종시대 명필 유진동의 글씨”라고 남겨져 있다.
서울 성곽의 다른 문과 일반적인 문들의 현판들은 대부분 가로로 달려 있지만, 숭례문의 현판은 특이하게 세로로 만들어져 있다. 이는 관악산의 화기에 대응하기 위하여 세로로 달았다고 전해진다.
2008년 2월 10일 숭례문 화재로 인해 편액의 손실을 우려해 숭례문으로부터 분리하는 과정에서 현판이 추락하여 그 충격으로 일부 목재편에 탈락, 결실 및 부분 균열이 발생되었다. 또한 현판의 테두리목도 여러 조각으로 파손되고 일부 결실된 상태이다. 그러나 해당 결실편을 현장에서 95% 정도 확보함에 따라 원형 보존처리에는 이상이 없을 것으로 예상된다. 분리한 편액은 문화재청 국립문화재연구소로 이송되어 보존처리되었다. 이송 후 관련 문헌과 자료를 검토함과 동시에, 그간 국립고궁박물관의 사전응급조사 및 자문결과를 기초로 과학적 상태조사(X선, 적외선 촬영 등)를 거쳐 손상부분의 접착복원 등 숭례문 현판의 정밀보존처리를 진행할 예정이며 처리기간은 6개월 이상 소요예정으로 예상된다고 밝혔다. 현재 알려진 바에 따르면 숭례문 현판은 총 38조각이 났으며, 2009년 5월 말에 복원완료 예정으로 진행되었다.
이어 2009년 7월 3일에는 현판이 완전히 복원되었다. 기존의 '숭'(崇)자 부분에 갈라진 부분도 메웠으며, 고증을 통해 정확하다고 밝혀진 지덕사 소장 탁본을 토대로 기존의 변형된 글씨('崇'자와 '禮'자의 일부 등)를 보다 원형에 가깝게 살려냈다. 테두리목은 연결부위가 심하게 파손된 관계로 다시 걸었을 때의 위험에 대비하여 완전히 교체했으며, 최고라 일컬어지는중요무형문화재 각자장(刻字匠)인 오옥진과 단청장(丹靑匠)인 홍창원이 참여했고 원래 부재를 최대한 활용하였다. 그러나 홍창원과 그 제자들은 계약대로 천연안료를 사용하는 대신 화학 안료를 사용하는 등 부실복원 혐의를 인정받아 공사 지연 및 재시공에 필요한 금액을 배상하라는 판결을 받았다.

## 숭례문 방화 사건

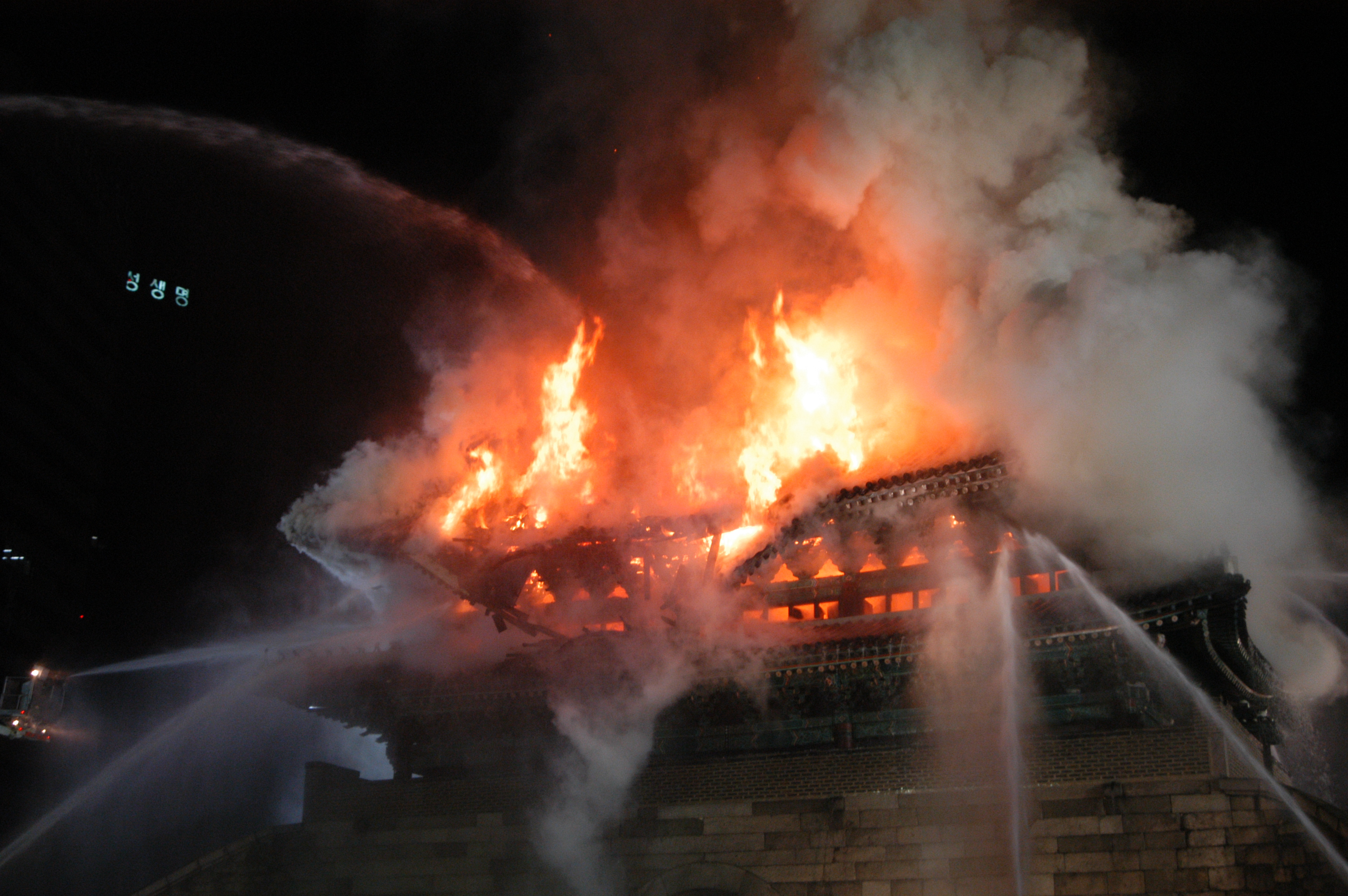
숭례문 방화 사건(2008년 2월 10일)

2008년 2월 10일 오후 8시 40분 경, 방화범 채종기(1939년 2월 28일(68세), 경북 칠곡)의 방화로 인한 화재가 발생하여 현장에 수십여대 소방차가 출동하여 진화작업을 펼쳤으나, 2월 11일 0시 40분 경에 건물 천장에서부터 화염이 일었고, 오전 1시쯤부터는 2층 누각이 서서히 무너지기 시작했다. 결국 화재 5시간 만인 오전 1시 54분 경, 불에 타지 않는 석축을 제외한 1, 2층 목조 누각이 대부분 전소하여 많은 시민들이 지켜보는 가운데 모두 붕괴되었다.
(이 사건 이후 초기에는 왜 불을 일찍 끄지 못하였나가 주 초점이였다. 하지만 이는 숭례문의 구조상의 문제로 판명되었다. 지붕 밑에 있는 칸에 있던 불은 물이 닿게할 수 없었다. 그래서 초기진압이 어려웠고, 결국 무참히 타버렸다.)
초기 수사당국에서는 누전이나 합선에 의한 화재인지, 고의적인 방화에 의한 화재인지 의견이 엇갈리다가 화재 발생 후에도 숭례문의 전등이 꺼지지 않았다는 점에서 누전사고는 아닌 것으로 보고 방화 가능성에 무게를 두어 수사한 결과, 목격자의 진술을 토대로 이미 창경궁 문정전에 방화한 전과가 있는 방화범인 채종기를 검거하였다.
하지만 600년 가까이 이어져오던 대한민국의 문화유산 중 하나가 이미 소실된 후였고, 이는 대한민국 국민들에게 크나큰 아픔으로 남게 되었다. 이에 문화재청은 숭례문을 원형에 가깝게 복구할 계획을 밝히고 복구작업을 벌여 현재 복구되어 개방되었다. 2008년 8월 15일에는 일반 시민들에게 숭례문 복구현장을 공개했다.
불을 지른 사람은 자신의 땅을 나라에게 빼앗기기 싫어서 숭례문에 불을 질렀다고 한다.

### 복구
복구현장에서 숭례문 주변을 둘러싸고 있는 석축 울타리(일제강점기에 설치됨) 안쪽에서, 한국전쟁 이후 만들어진 것으로 보이는 지하벙커 (깊이 2m, 너비 2m, 길이 3m가량)가 발견되었다. 문화재청은 이를 철거하기로 하였다.
또한, 문화재청은 옛 성곽 자리를 그림으로도 복원하겠다고 밝히며 도로 위에 옛 성곽 자리를 표시했다.
문화재청에서는 국민적 정서를 감안하여 대한민국의 국보 1호였던 숭례문이 불타 소실된 자리에 숭례문의 잔해를 기초로 하여 숭례문과 최대한 유사하도록 형태를 복원하는 계획을 수립하였고, 2013년 4월 29일 공사를 완료한 후, 같은 해 5월 4일 복구 준공식이 열렸다.
화재로 무너진 숭례문 복구와 함께 일제 강점기 이후 없어진 동쪽 성곽 53ｍ와 서쪽 성곽 16ｍ 구간이 각각 복원됐다. 동쪽 계단은 폭이 5ｍ(종전 2.9ｍ)로 늘어난다. 발굴 조사와 옛 자료 조사 결과를 바탕으로 지반은 이전보다 30 ~ 50cm 낮아졌으며, 1층 마루는 우물마루에서 장마루로 바뀐다. 화재 직전 공장 제품이었던 지붕 기와는 전통 기와로 대체됐으며, 용마루 길이도 16.6ｍ(종전 15.7ｍ)로 늘어났다. 잡상은 1층이 7개로 하나 줄었으며, 2층은 9개로 같다.

## 논란

### 국보 1호 변경 논란
1996년 11월, 국보 1호 변경 주장이 이슈가 되어, 문화재관리국이 서울시민을 대상으로, 서울대가 자체학생들을 대상으로 여론조사를 하였다. 서울시민 1,000명 중 67.6%가 변경에 반대했다. 문화재전문가 144명 (문화재위원 49명, 전문위원 95명)의 59.2%가 변경에 반대했다. 반면, 서울대 학부 및 대학원생 262명 중 57%(150명)가 변경에 찬성했다. 변경 찬성 대답자들은 훈민정음을 1위로 지지했다.
2005년 11월, 감사원은 국보 1호를 변경할 것을 문화재청에 권고했으며, 유홍준 문화재청장은 국보 1호 변경에 찬성했다.
흥인지문과 숭례문은 임진왜란 당시 일본군이 통과하여 철수한 문으로 지적되어 일제강점기 때 보존되었다는 주장이 있다. 1934년 조선총독부는 보물 1호에 남대문을, 보물 2호에 동대문을 각각 지정하였다. 해방 이후에도 남대문과 동대문은 각각 국보 1호와 보물 1호로 지정되었다.

#### 변경 반대론
- 국보 제1호의 번호는 문화재의 가치순서가 아닌 단순한 관리번호이다.
- 문화재의 가치에 우열을 매긴다는 것이 불가능하다.
- 교체시에는 국내외의 각종 문헌자료를 수정해야 하는 등 혼란을 초래한다.

#### 변경 찬성론
- 남대문은 국보로서 대표성이 없다.
- 역사적 예술적 가치가 부족하다.
- 일본제국이 일방적으로 지정했기 때문이다.

### 쓰레기집하장 강행 논란
2009년 10월 12일, 서울특별시 중구청에 따르면 서울특별시와 중구청은 집하장 부지에서 발굴조사를 한 결과 문화재나 옛 성곽 유적이 나오지 않은 점을 확인하고 조만간 공사를 할 수 있다는 내용의 조사 보고서를 문화재청으로 보낼 계획이라고 밝혔다. 이에 대해 숭례문 주변의 시설 공사 허가권을 가진 문화재청은 이미 발굴조사를 조건으로 집하장 건립을 허가한 상태다. 이에 중구청은 10월 17일 ~ 10월 19일 무렵에 공사를 시작할 예정인 것으로 전해졌다.
그러나 네티즌들은 "국보 1호가 불에 탄 것도 안타까운데 그 옆에 쓰레기장을 만들겠다니 정말 황당한 발상"이라며 곱지않은 시선을 보냈다. 일부 네티즌들은 "차라리 국회의사당이나 청와대 옆에 쓰레기장을 지어라"며 비꼬았다. 이러한 네티즌들의 반응에 대해 중구청 관계자는 "문화재청도 남대문시장의 쓰레기를 처리할 합리적인 방안이란 점을 인정했다"며 "광장을 조성하면 시각적으로도 숭례문과 조화를 이룰 것"이라고 말했다.
하지만 남대문시장 일부 상인들조차 "서울시와 중구가 이 땅을 문화 공간으로 개발하겠다는 방침을 뒤집었다"며 소송을 불사하겠다는 입장인 것으로 알려져 파문이 커지게 되었다.

### 부실 복원 논란
복원 공사를 마친 숭례문에서 단청이 갈라지는 현상이 2013년 11월 발견되었다. 아교의 코팅 재료로 들기름과 합성수지를 쓰면 벗겨짐을 막을 수 있었지만, 전통 기법이 아니라는 이유로 유동나무 기름인 동유를 썼기 때문이었다. 하지만 전통 건축에서 동유를 단청의 코팅으로 사용한 적은 없었으며 문화재청이 실험을 한 결과 안료가 갈라지거나 벗겨지는 현상이 나타난다는 내용의 보고서도 썼던 것으로 드러났다. 그 이후 2013년 12월에는 숭례문 기둥에서 균열이 발견되었다. 나무를 잘 말려서 써야 하지만 급히 사용했기 때문이었다. 2014년 1월에는 숭례문에 사용한 소나무로 삼척에서 벌목된 금강송 대신 러시아산 소나무를 썼다는 의혹이 제기되었다. 금강송은 강원도와 경북 북부 일부에서 자라는 소나무(Pinus densiflora)로 독특한 기후 조건에 의해 강도가 높은 고급 소나무이다. 2014년 1월 3일, 경찰청 지능범죄수사대는 숭례문 복구와 앞선 광화문 복원 공사에서 나무를 공급한 신응수 대목장이 관급 목재 빼돌리고 값싼 러시아산 소나무로 바꿔치기했다는 의혹과 관련해, 법원의 수색영장을 발부받아, 신 대목장 서울 자택과 그의 아들이 운영하는 강릉 W 목재상, 광화문 안에 있는 신 대목장의 치목장(나무를 다듬는 곳) 등 5∼6곳을 압수수색했다.
문화재청은 연륜연대학 전문가 박원규 교수에게 나이테를 이용한 분석을 의뢰했고 국립산림과학원에는 유전자 검사를 의뢰했다. 숭례문에 사용된 소나무가 대한민국에서 자라는 소나무 종인 Pinus densiflora일 경우 삼척시 준경묘에서 베어낸 금강송이 맞는지 유전자 검사로 진위를 확인하기 어렵지만 러시아에서 주로 분포하는 소나무의 종인 구주소나무(구주적송,Pinus sylvestris)일 경우 유전자 검사를 통해 진위를 판명할 수 있다. 한편 나이테 분석을 통해서는 유전자 검사로 진위를 확인하기 어려운 상황인, 같은 소나무종 목재의 원산지가 한국이 맞는지도 분석할 수 있다. 박원규 교수는 1월 17일 나이테 분석을 통해 19개중 7개가 의심스럽다며 그중 2개는 가짜가 유력하고 5개는 판단이 불가능하다고 인터뷰하였다 그리고 하루 뒤에 아내와의 점심식사를 해놓고 갑자기 교수연구실에서 전깃줄에 목을 감은채 사망했다.

## 사진

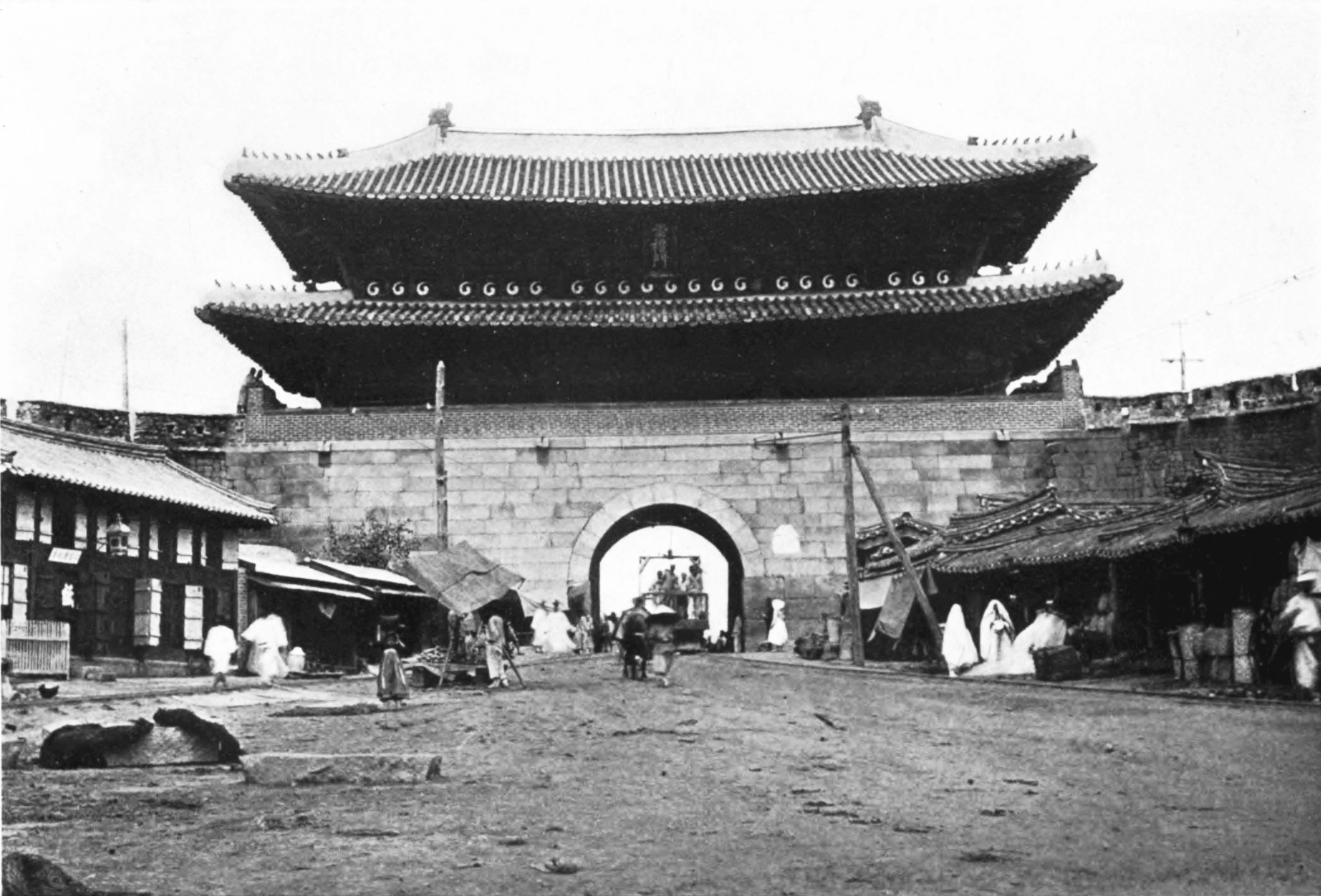
구한말 숭례문의 모습 1
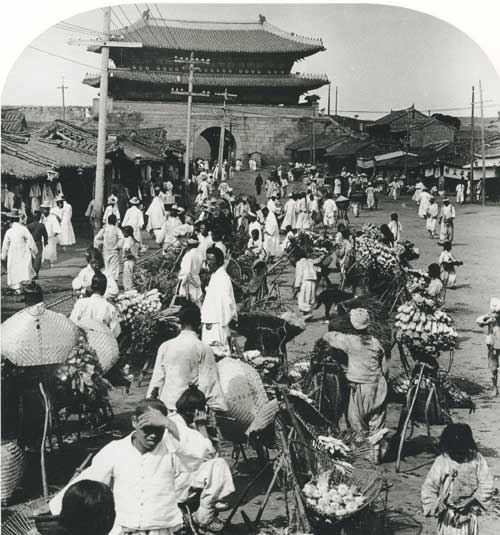
구한말 숭례문의 모습 2
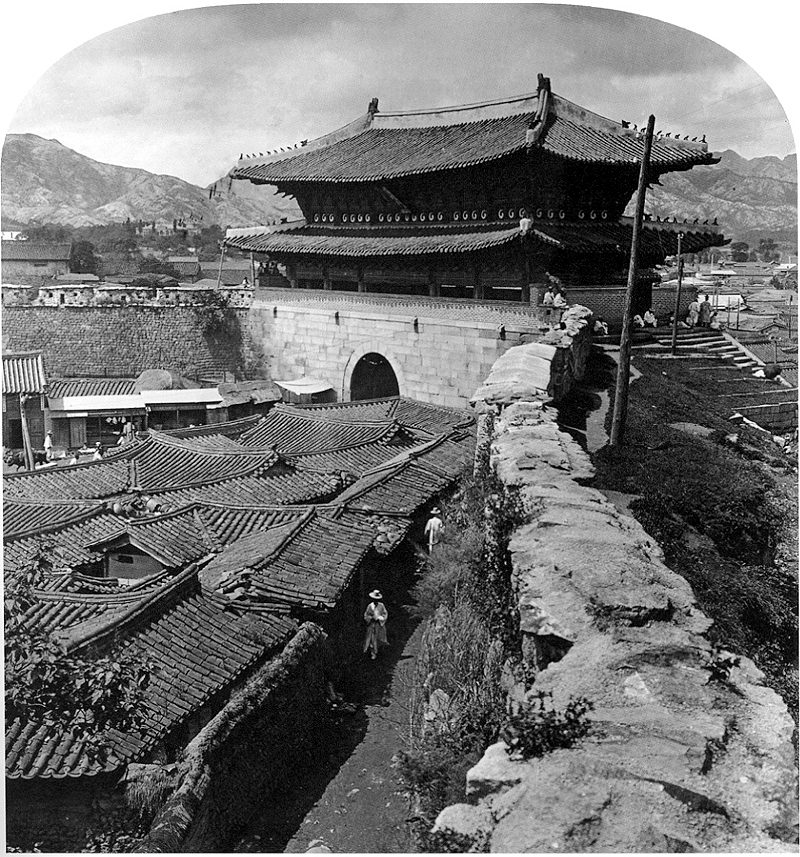
구한말 숭례문의 모습 3
일제강점기 변형 전의 모습
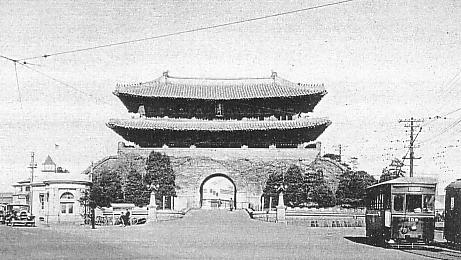
일제강점기 변형 후의 모습
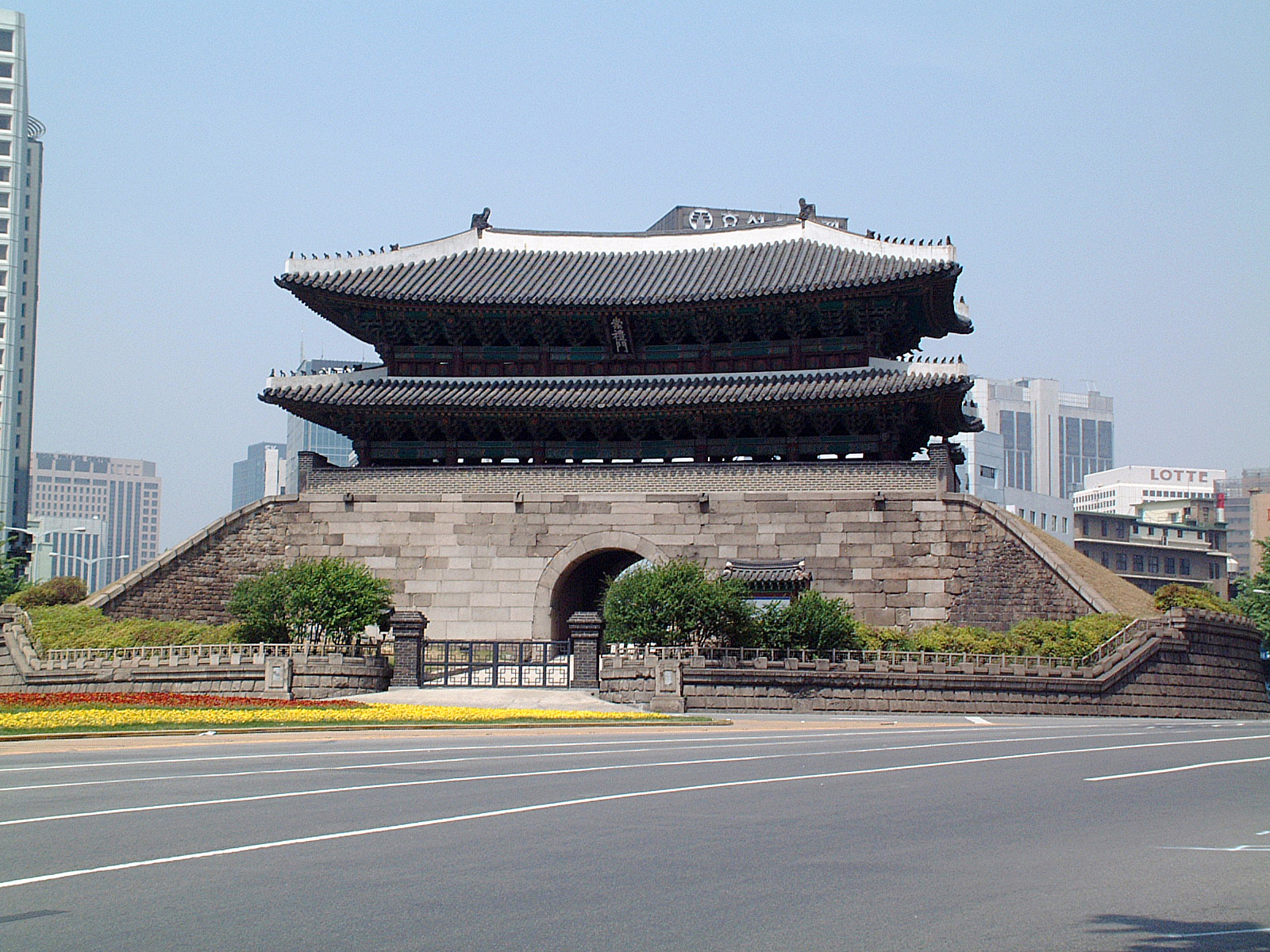
광장 조성 전의 모습
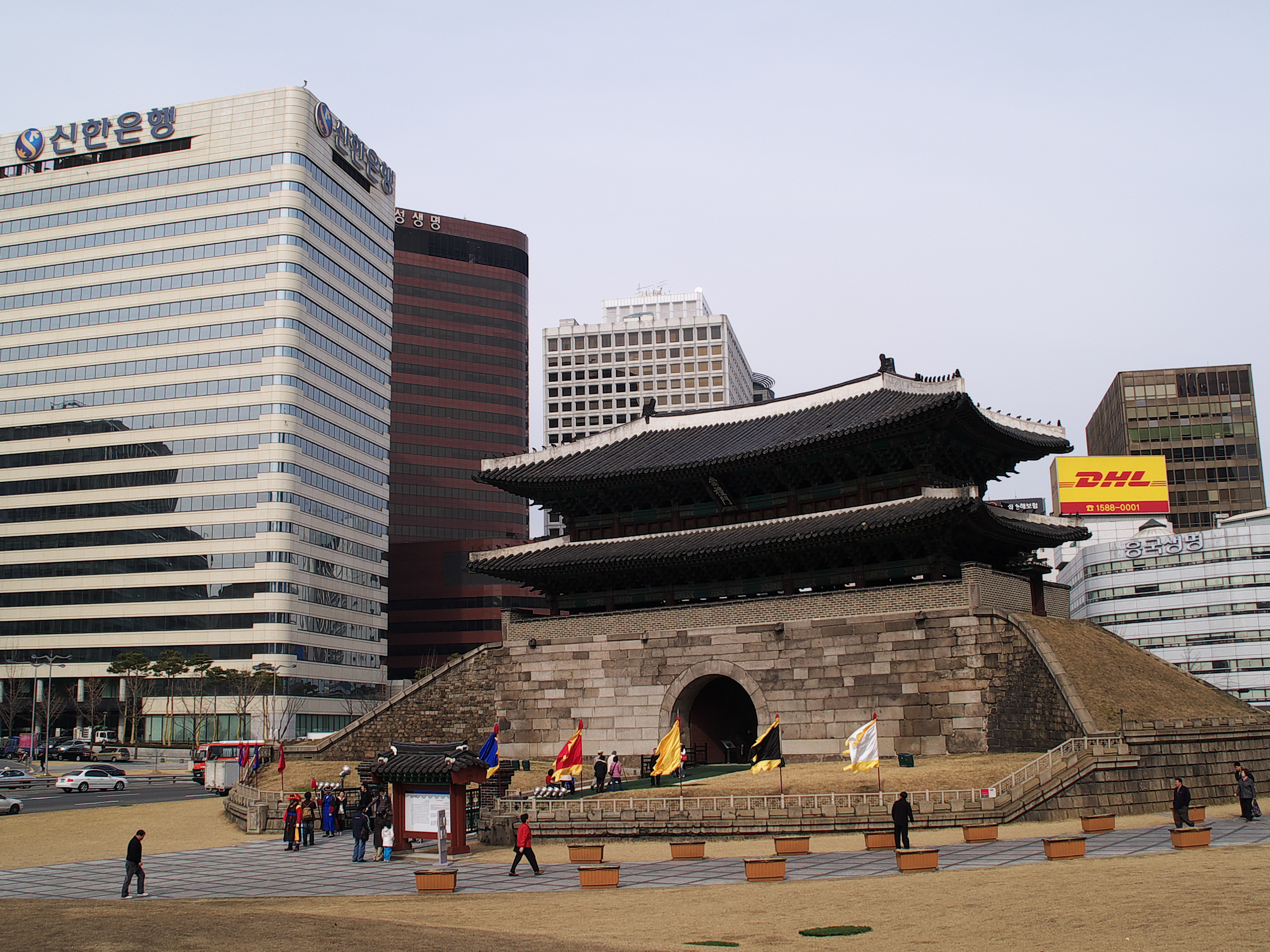
시민에 개방된 모습
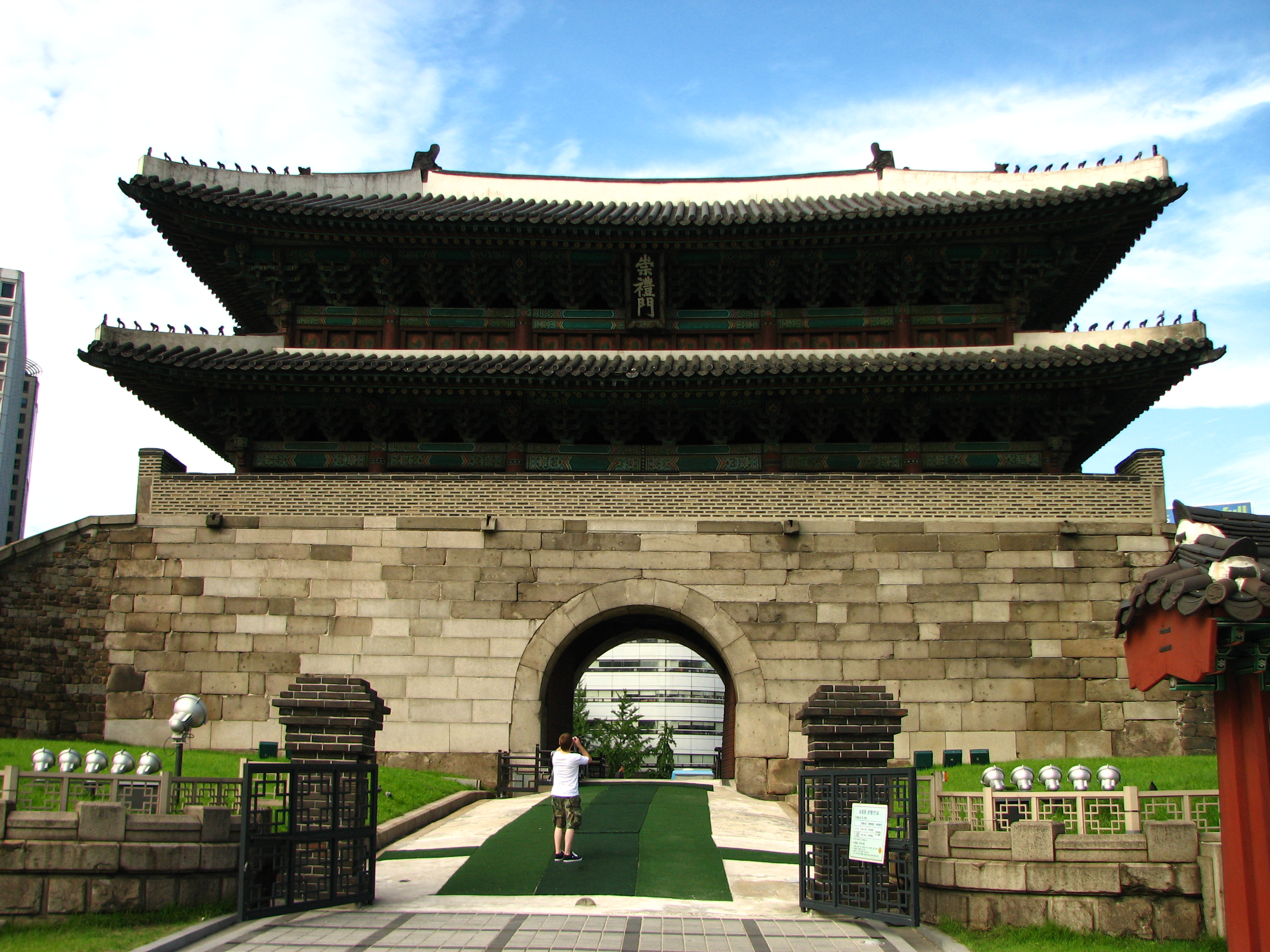
2007년 7월 17일
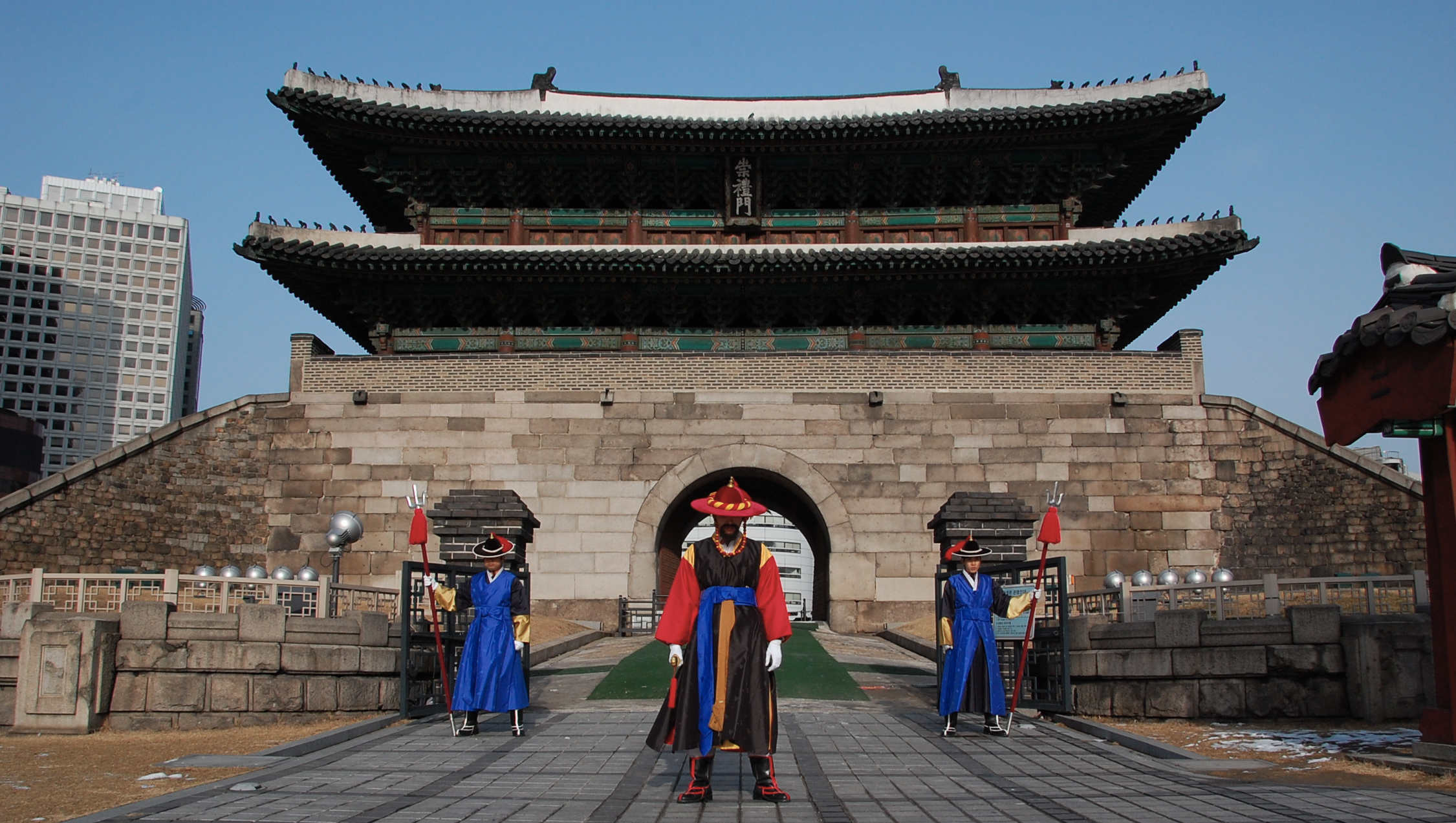
교대를 마친 수문장
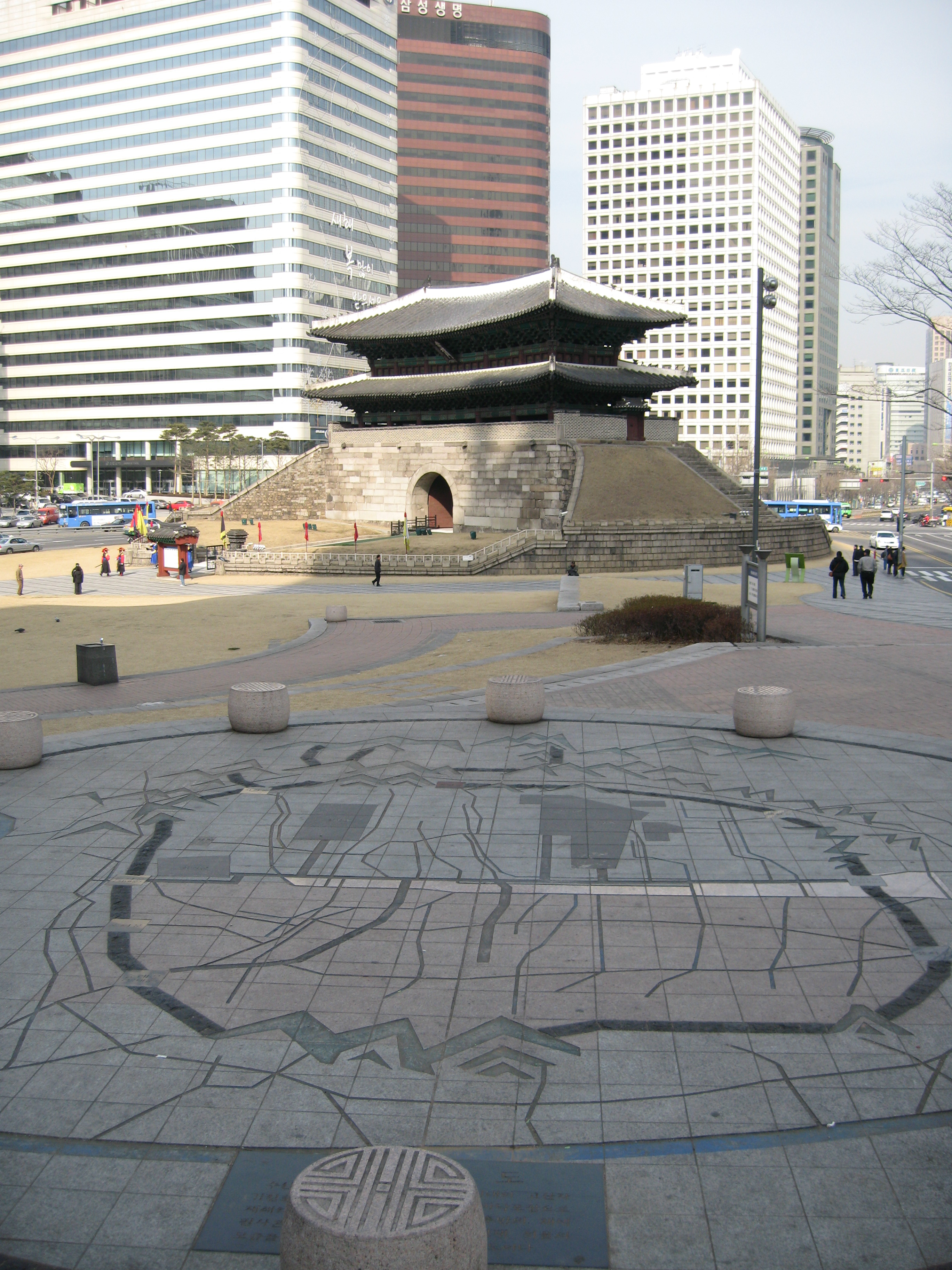
숭례문과 공원의 모습
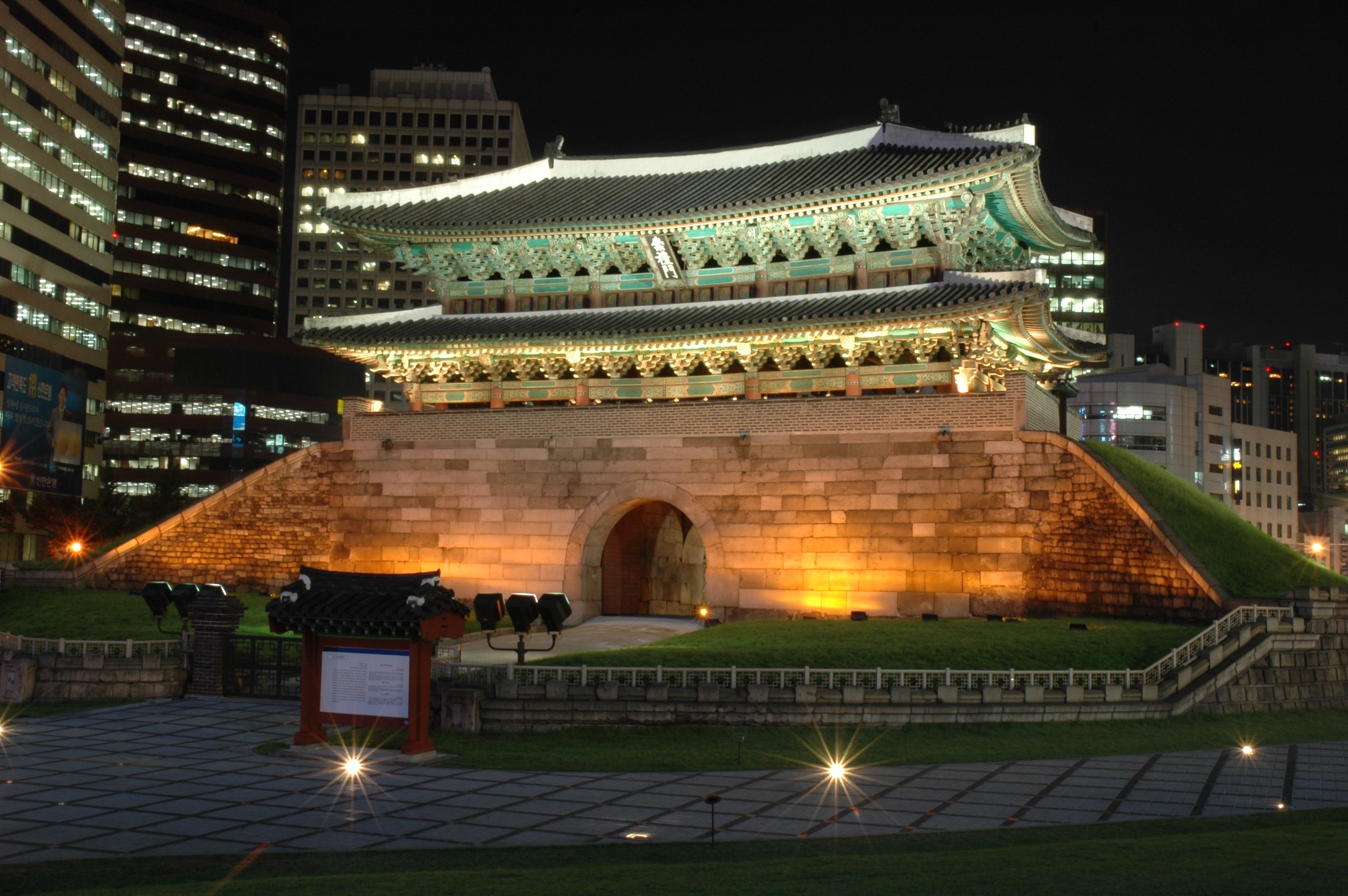
야경 (남쪽)
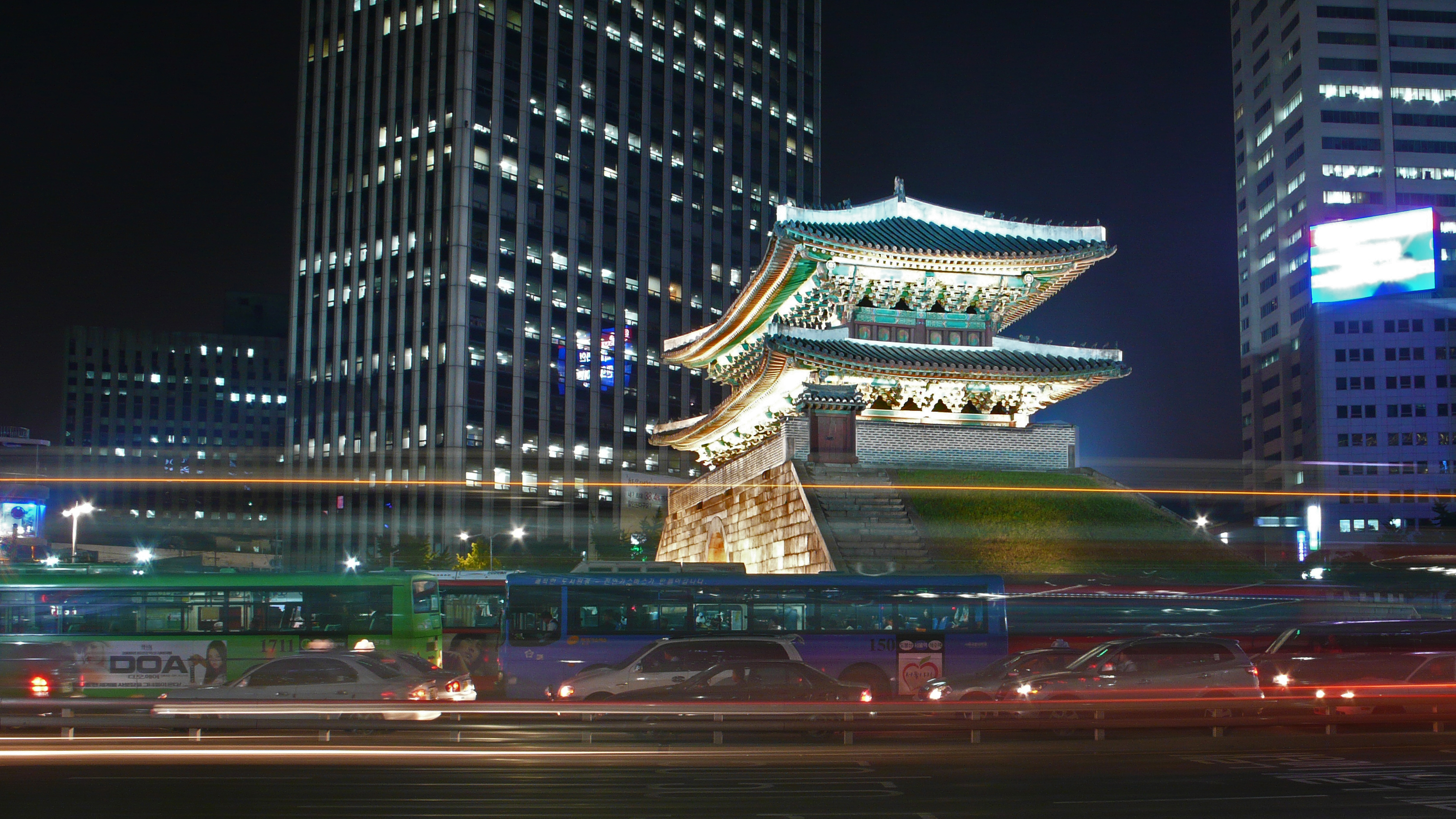
야경 (서쪽)
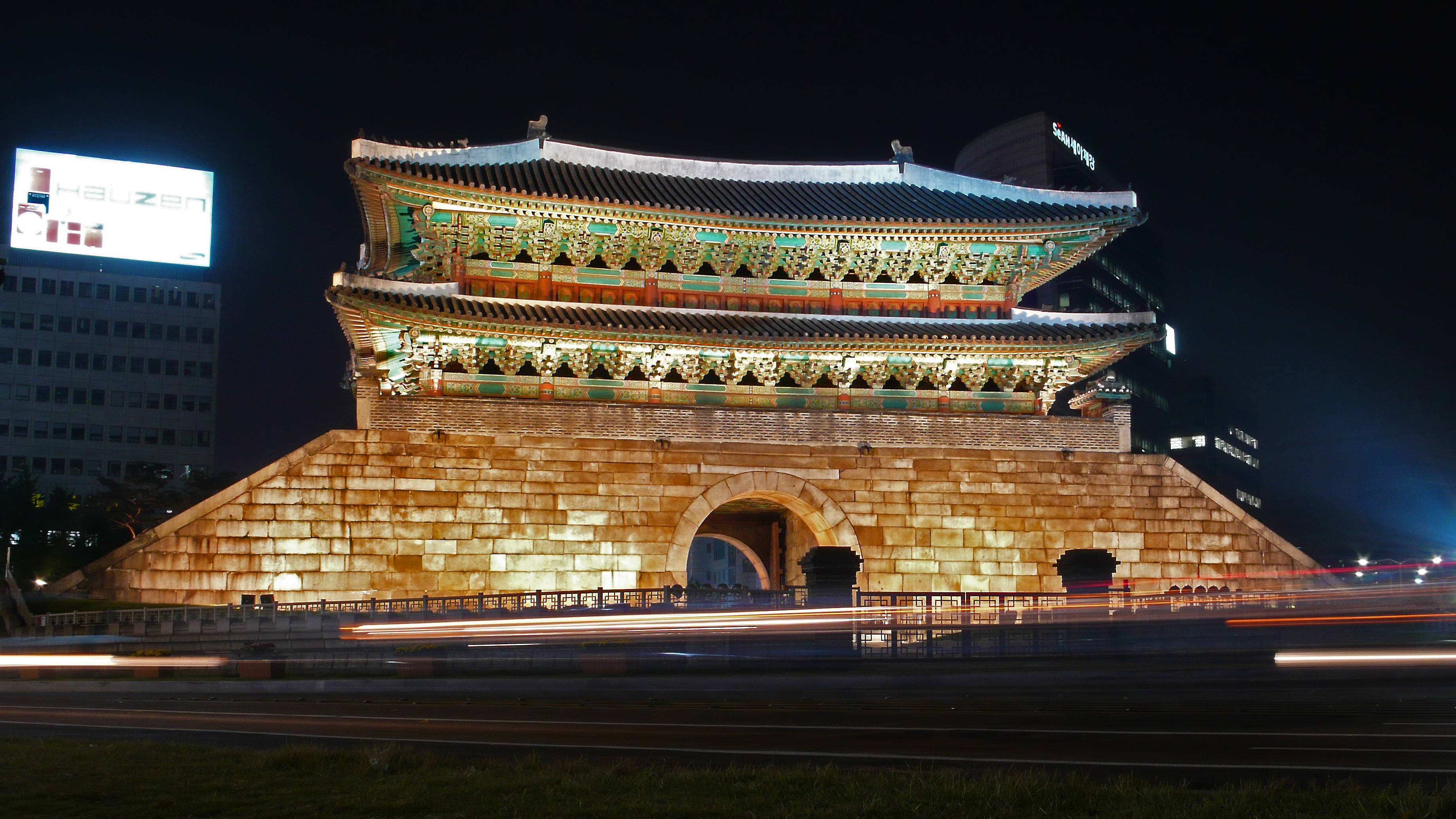
야경 (북쪽)
무너지는 순간의 숭례문 (정면)
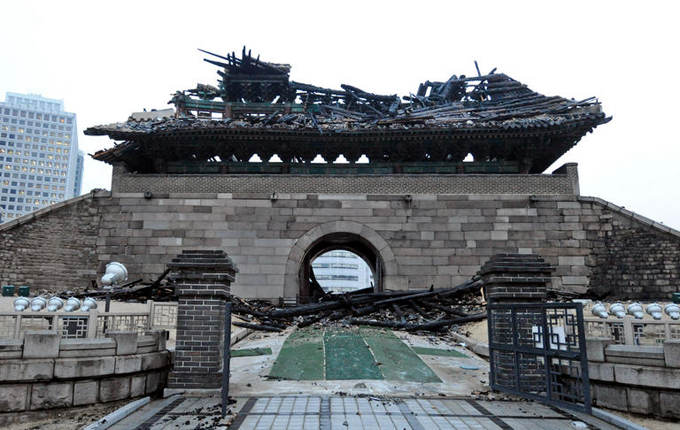
화재로 전소된 숭례문
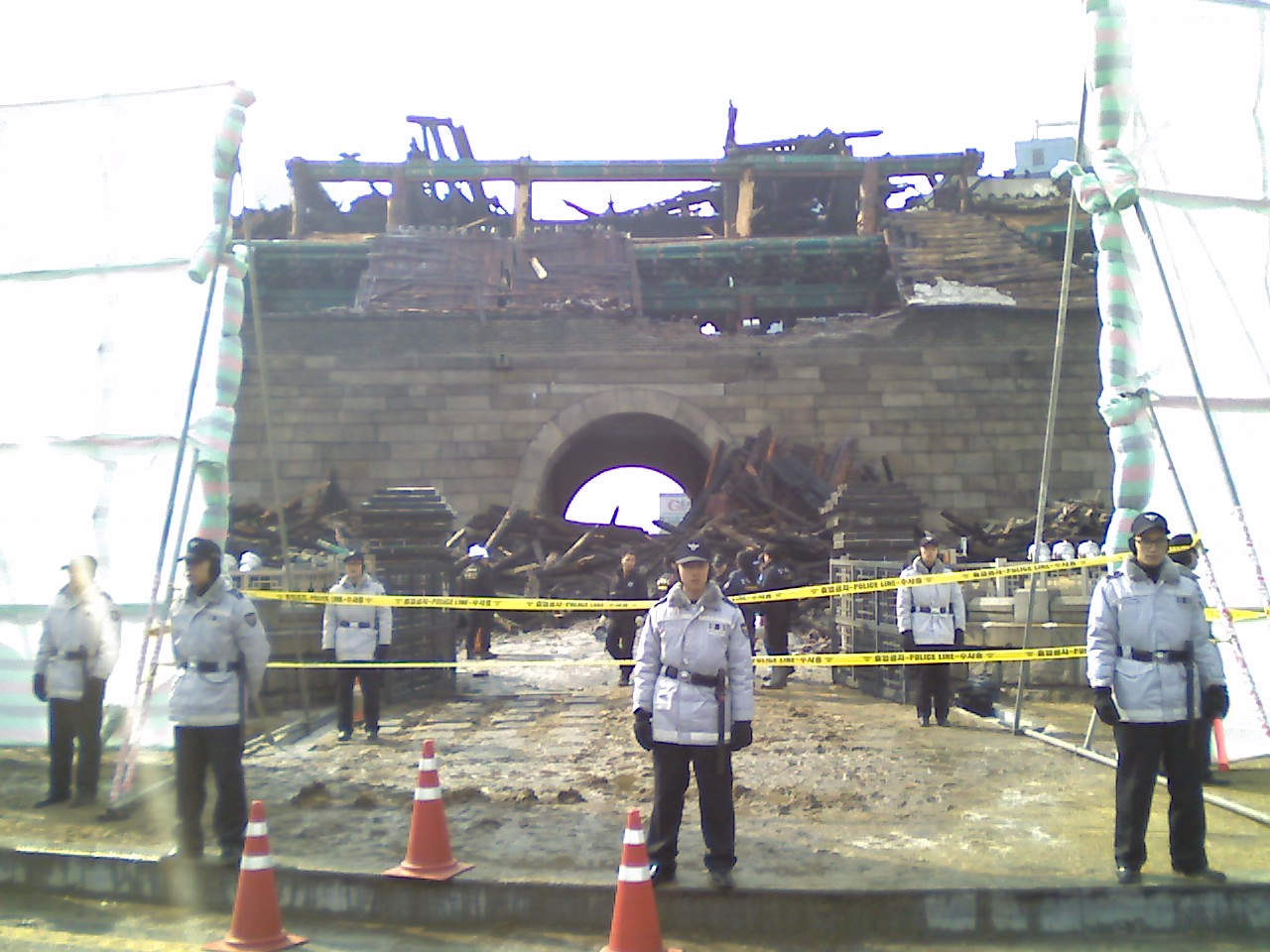
가림막이 설치된 숭례문의 모습
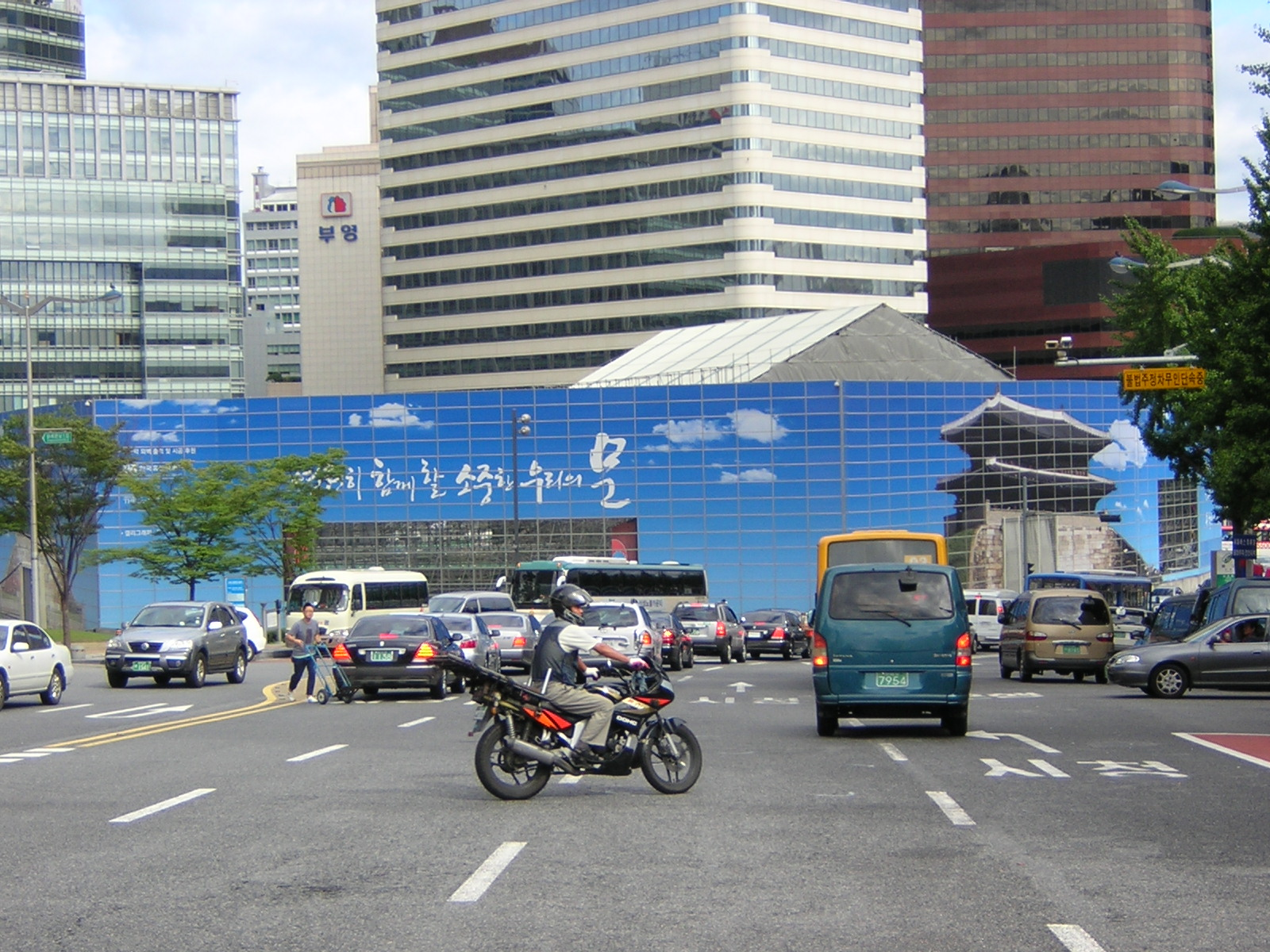
복원 공사 때의 모습
복원 공사 중 가림막 내부 공개 모습
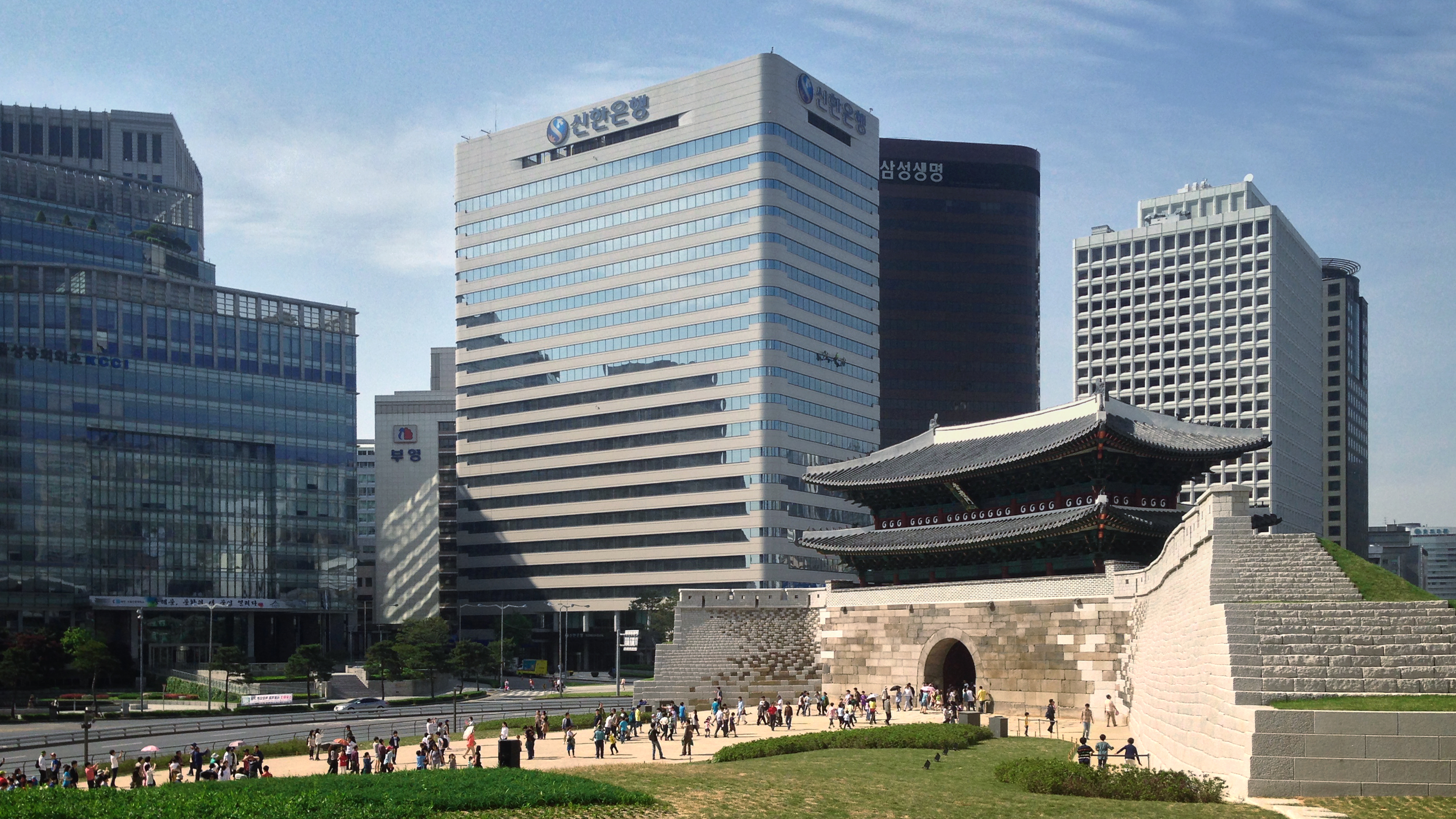
복원된 숭례문의 모습

### 2013년 복원 이후 여러 방향에서 본 숭례문 사진

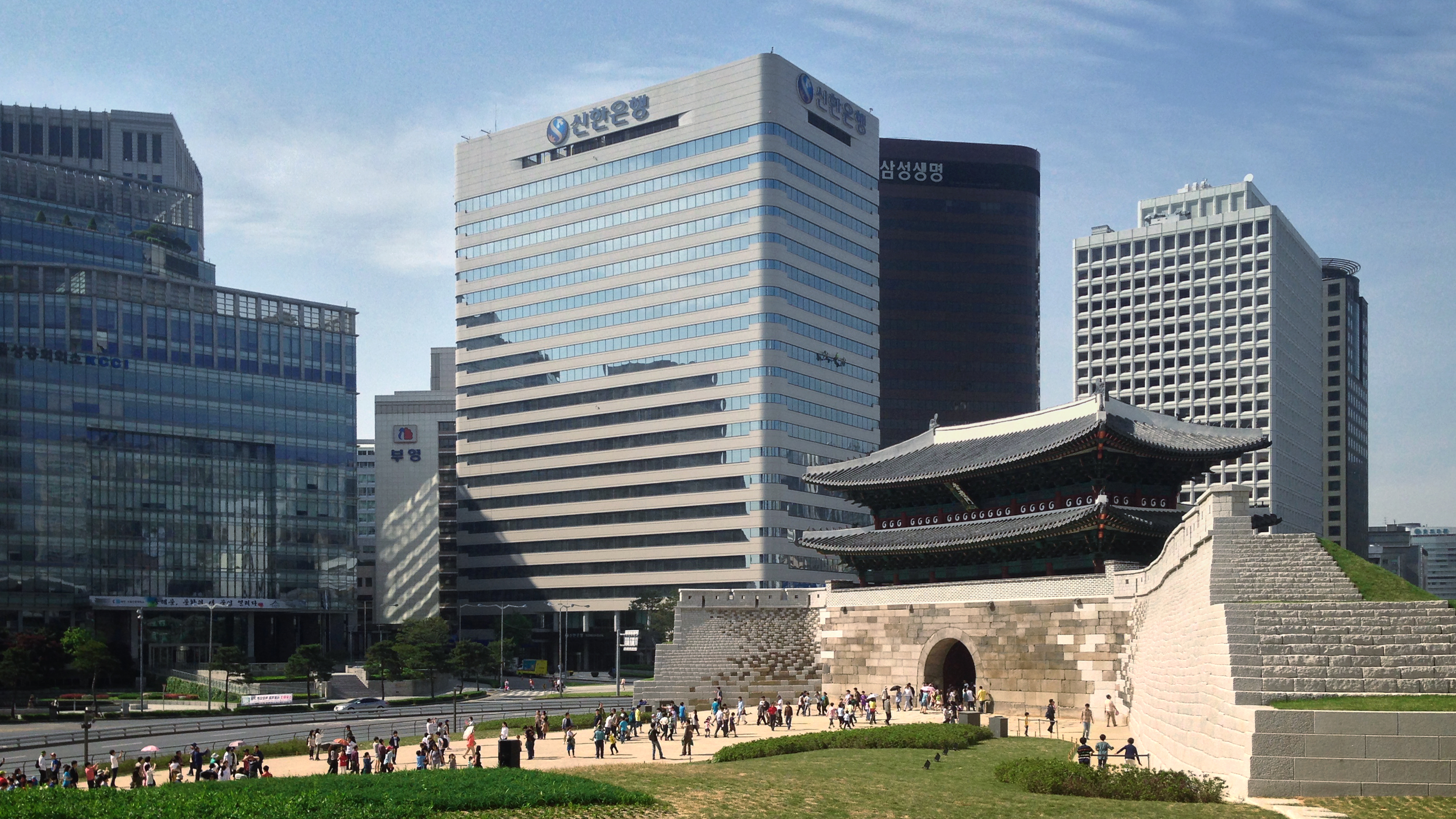
전면
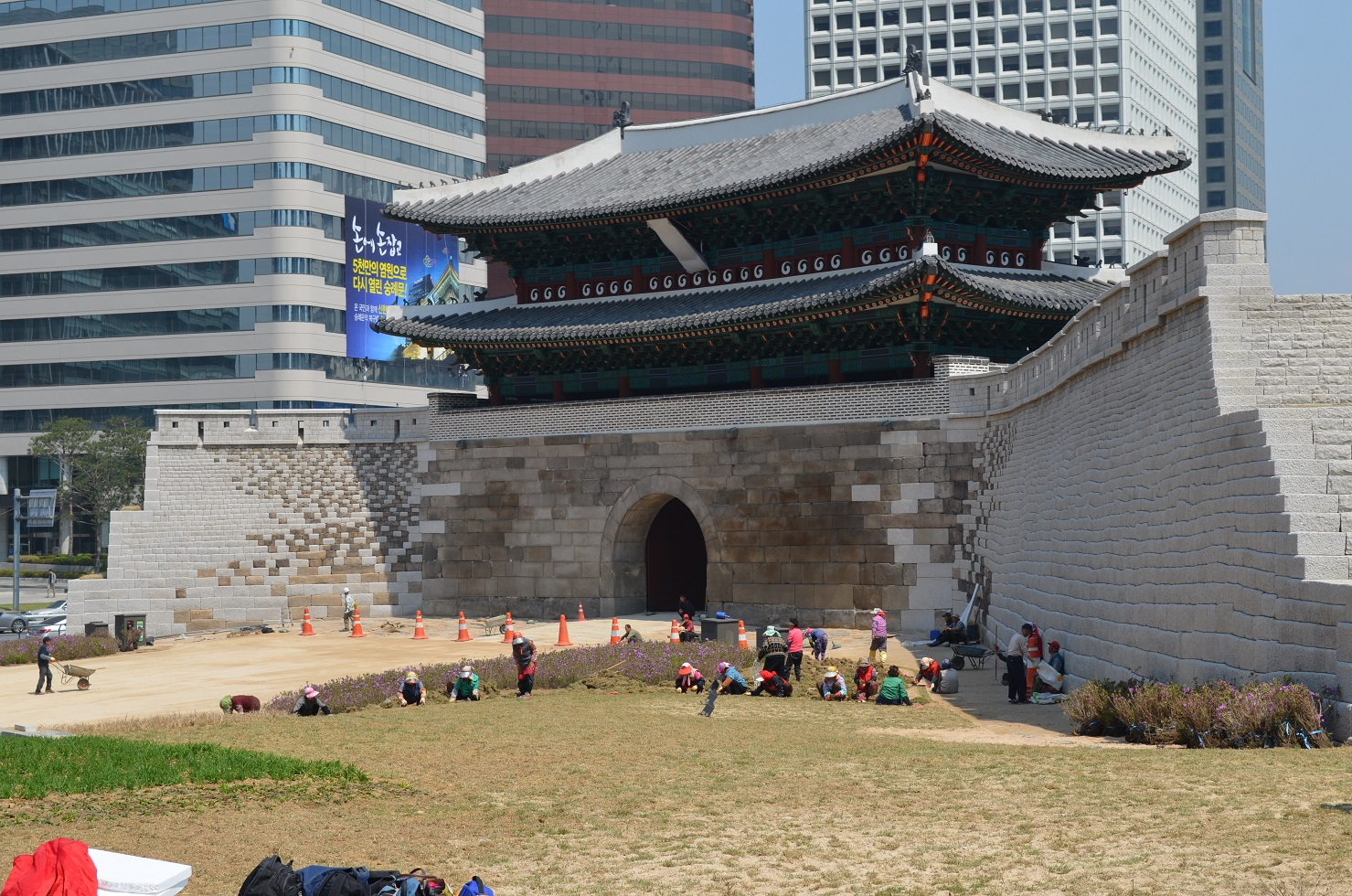
앞 부분 오른쪽
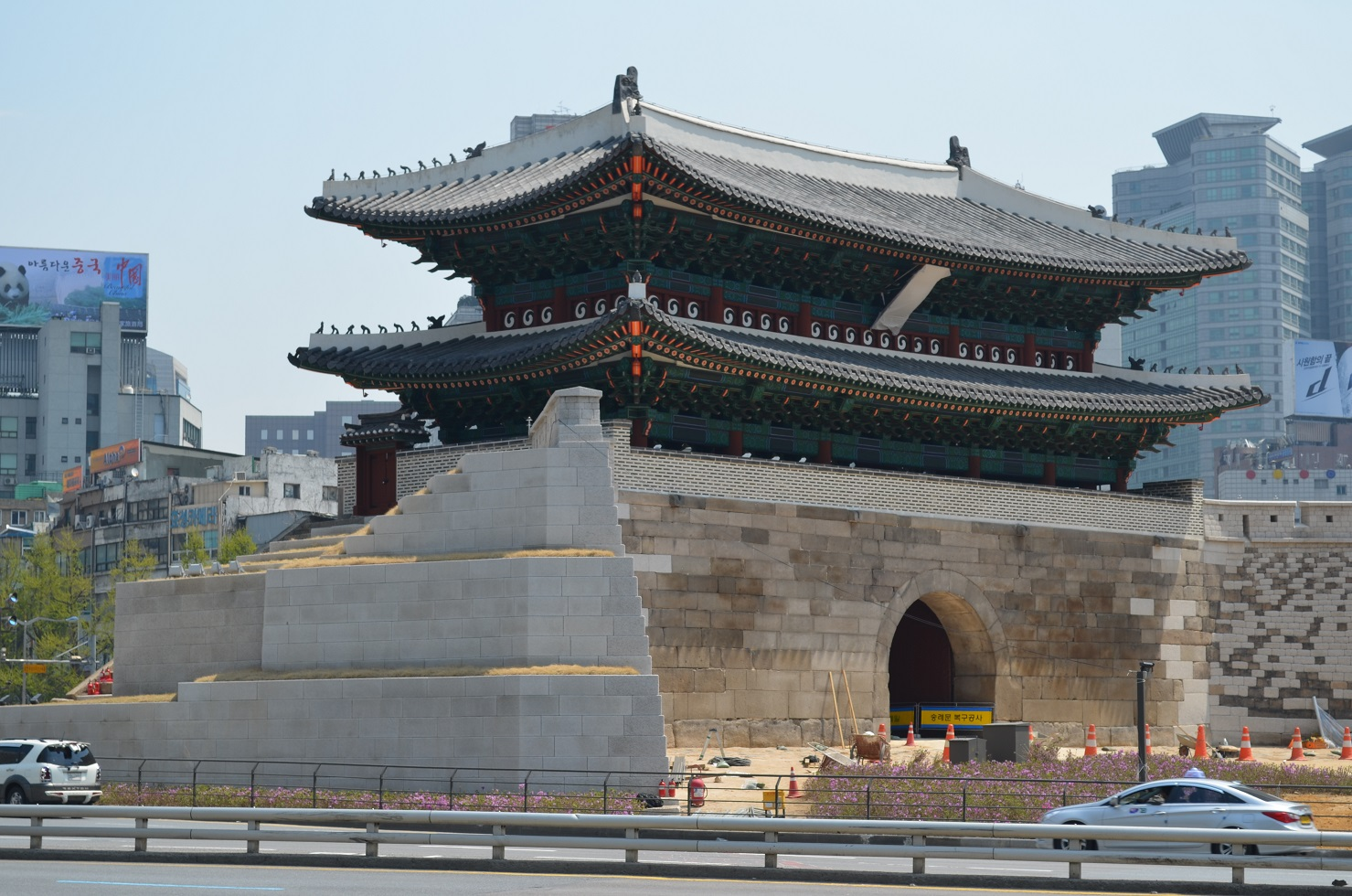
앞 부분 왼쪽
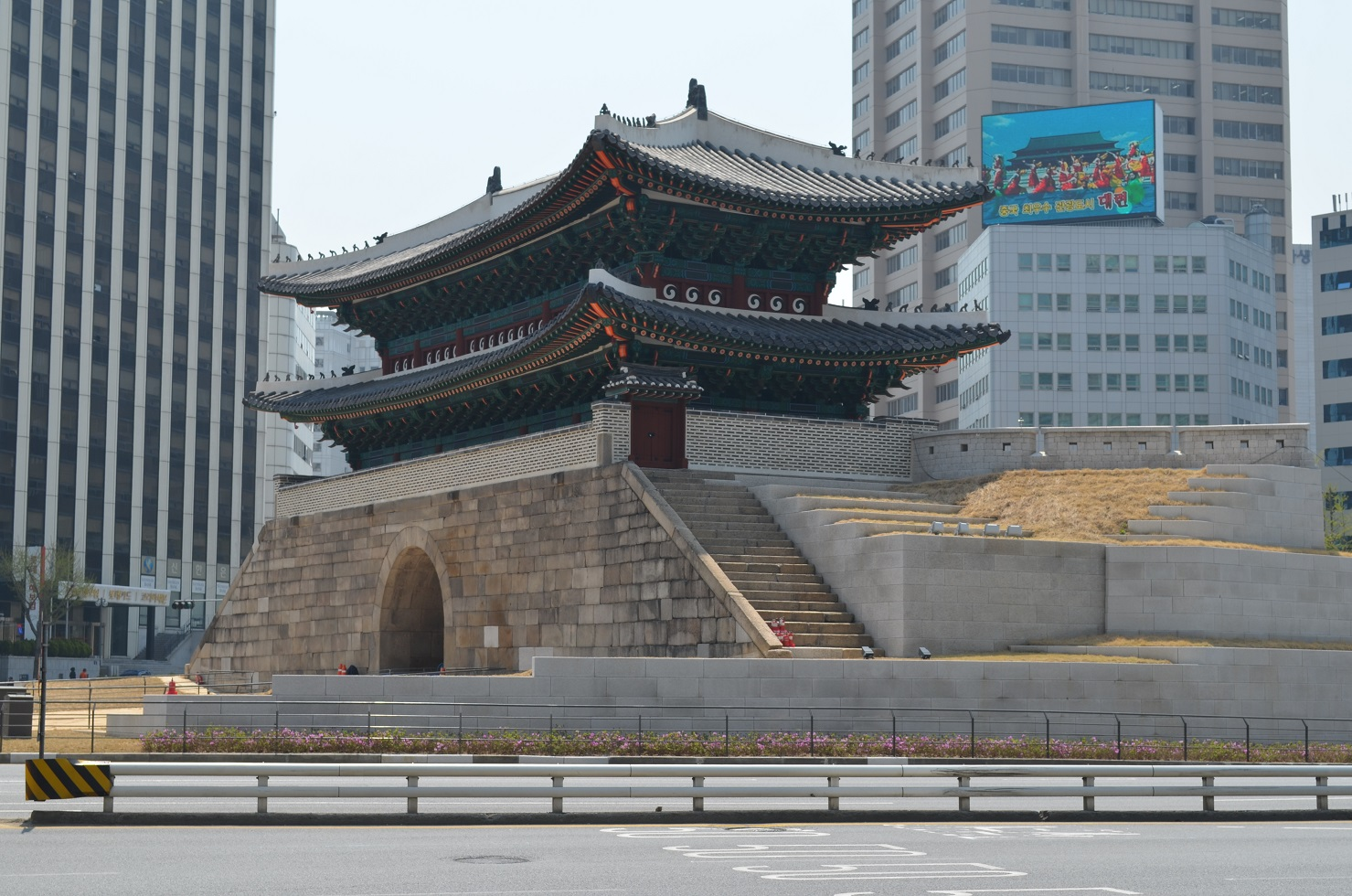
뒷 부분 오른쪽

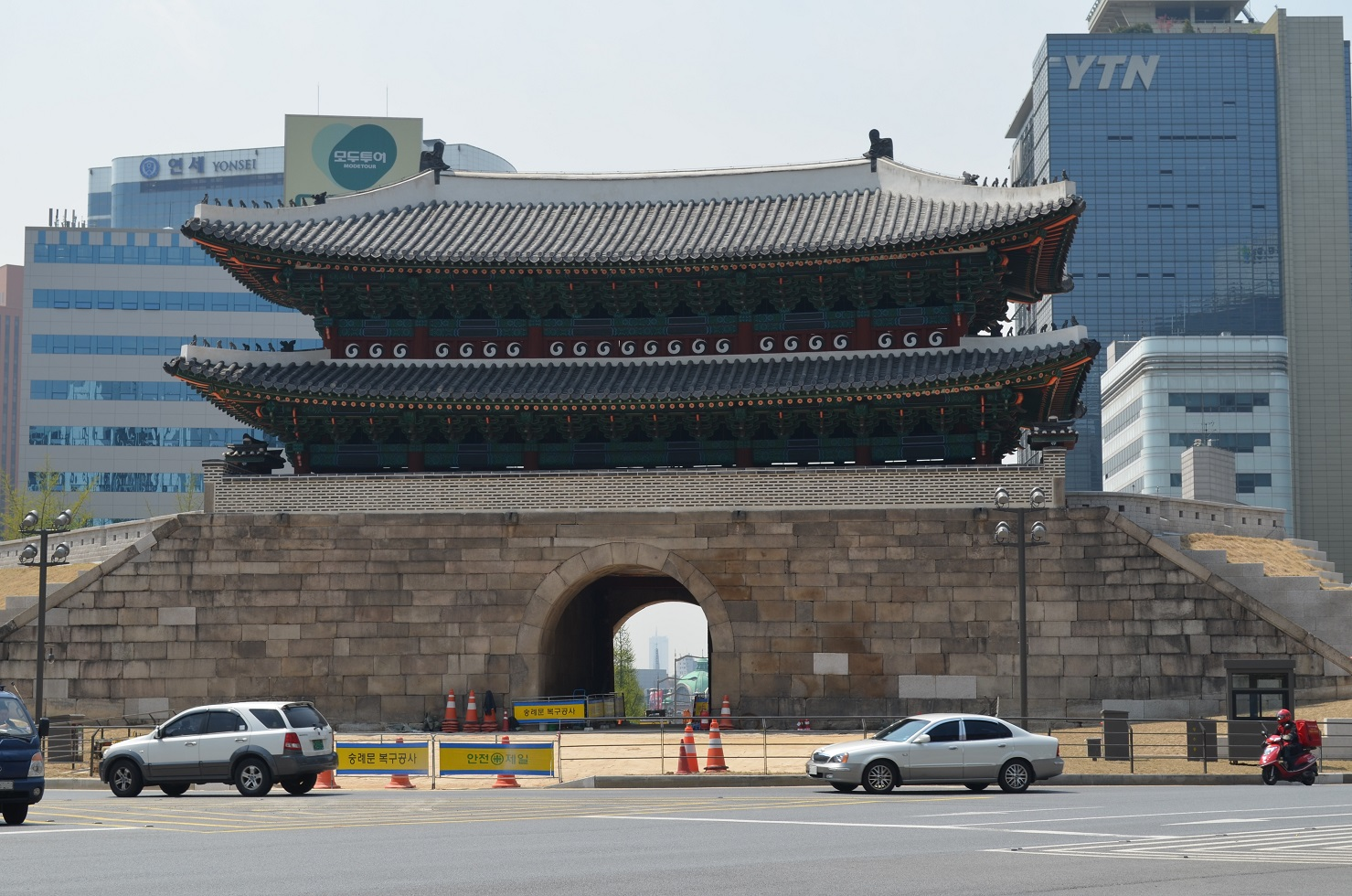
뒷 부분 정면
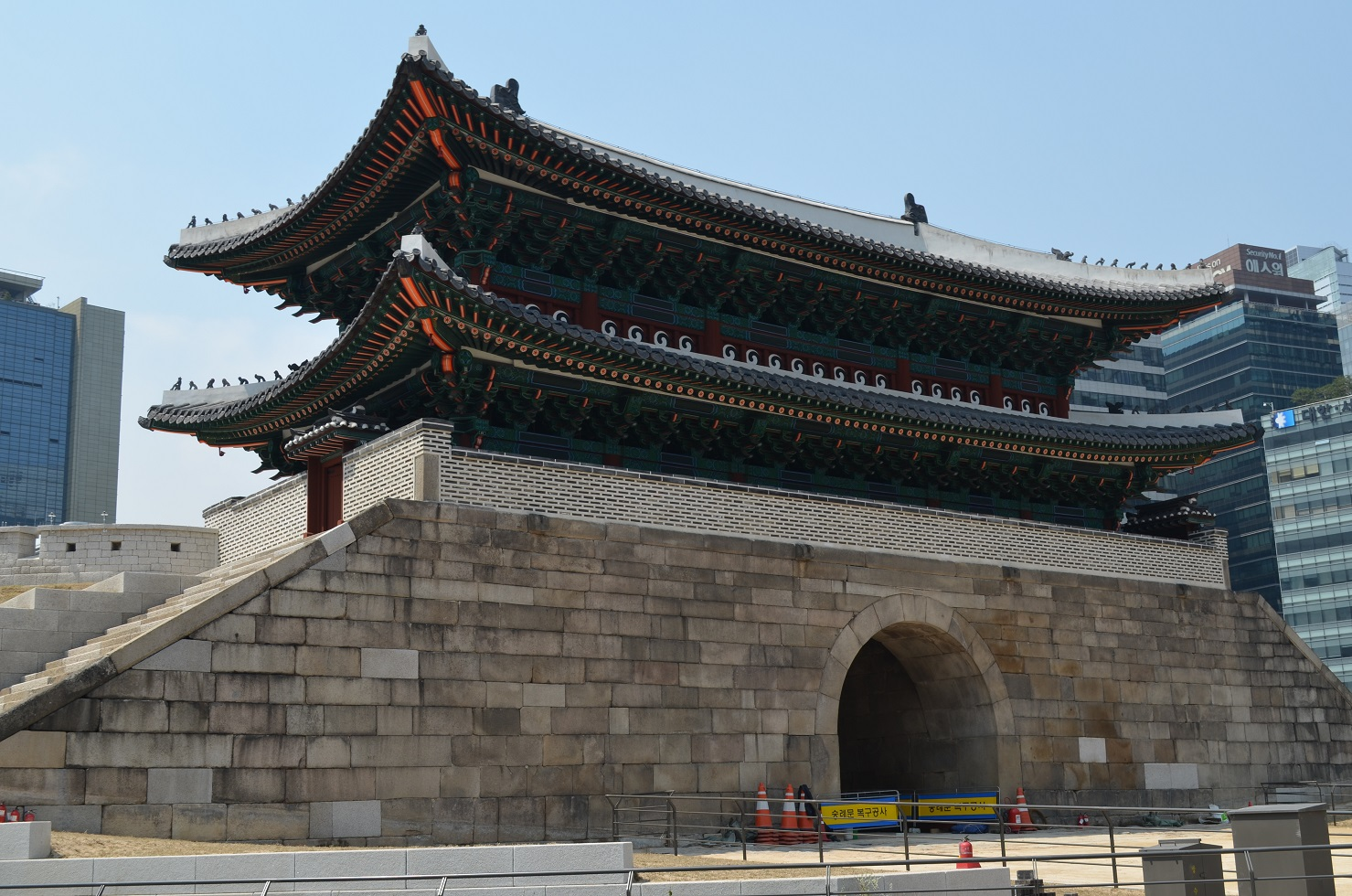
뒷 부분 왼쪽
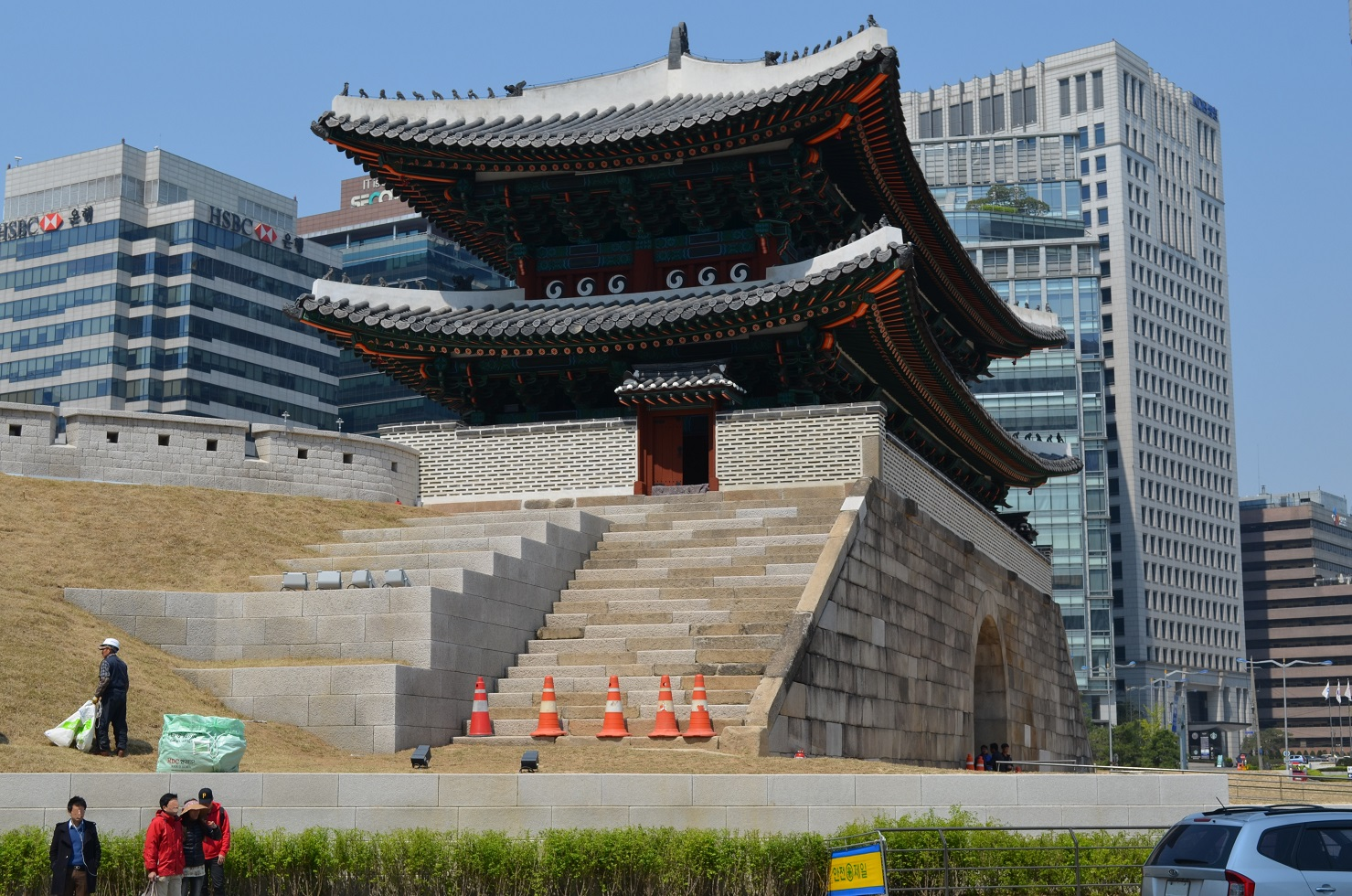
뒷 부분 측면
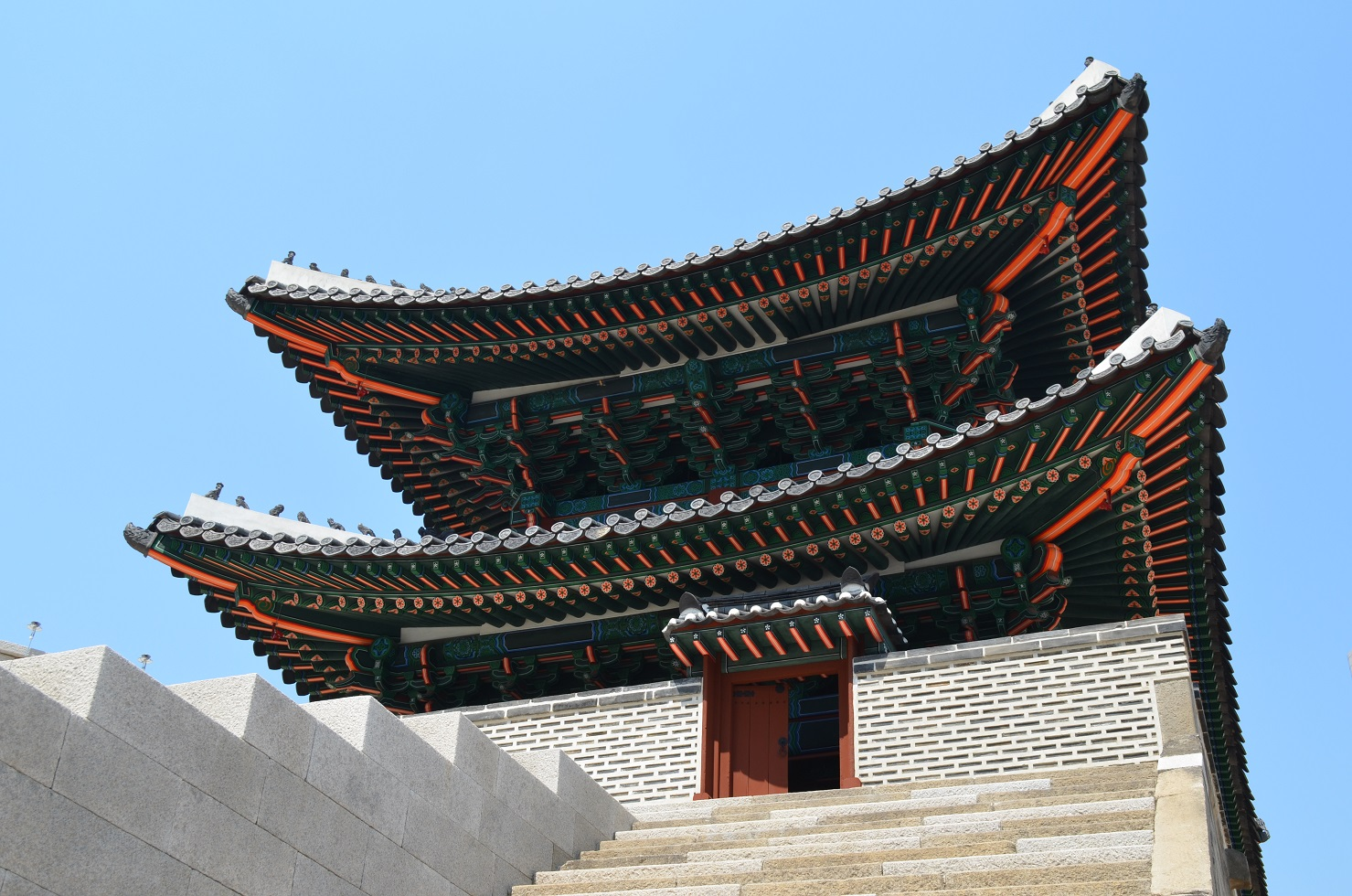
누각건물 측면
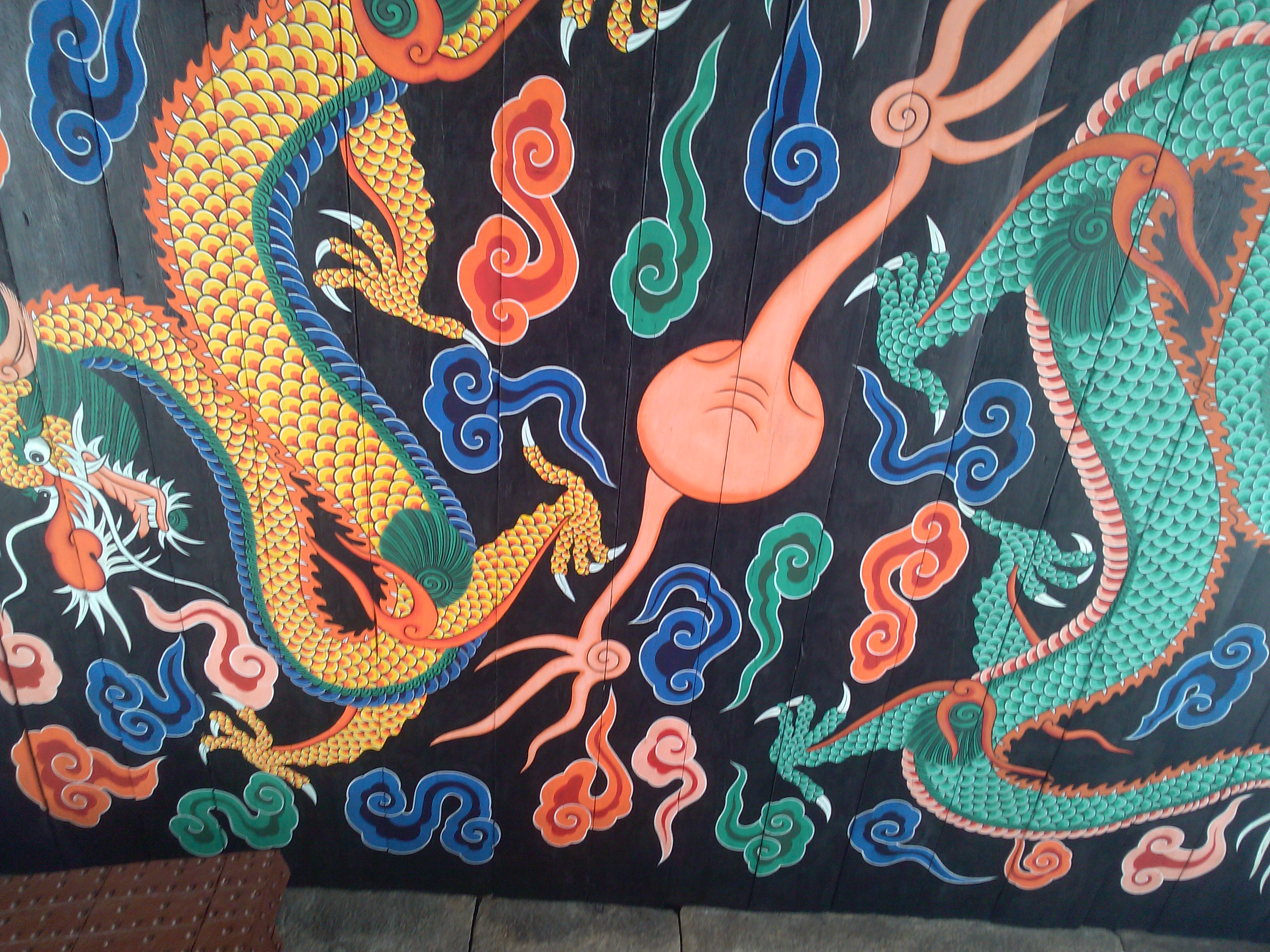
숭례문 안쪽에 그려진 그림

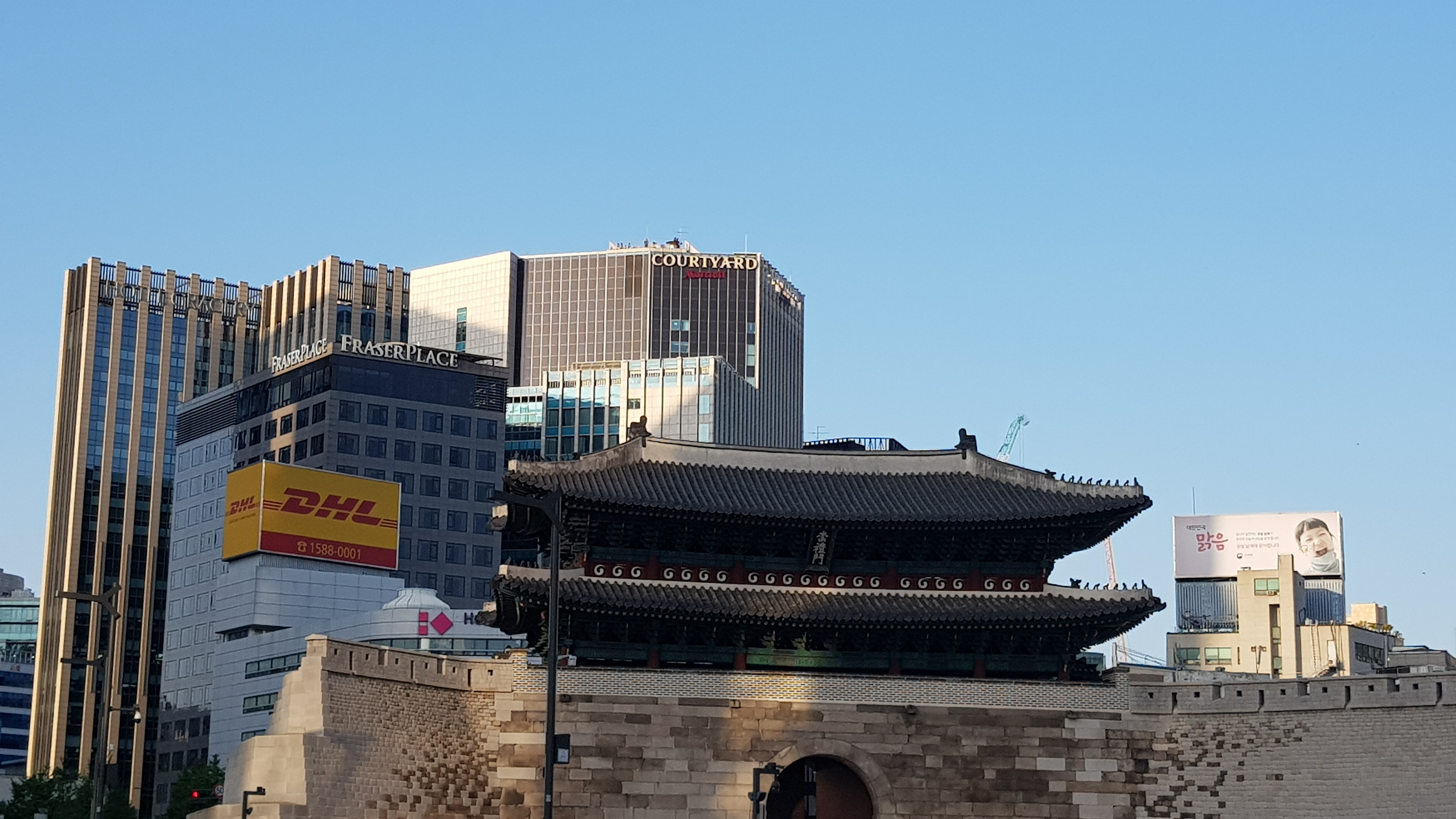
2021년 모습

## 같이 보기
- 사대문